# Lista postaci serialu Dawno, dawno temu

## Żeńskie

### Kapturek/Ruby
Kapturek / Ruby (Meghan Ory) to przyjaciółka Królewny Śnieżki i wilk podczas pełni księżyca. Postać oparto na podstawie baśni „Czerwony Kapturek”.
Przeszłość
W Zaczarowanym Lesie przed pierwszą klątwą Kapturek została wychowana przez Babcię, gdyż ta chciała wykorzenić zachowania wilkołaka odziedziczone po matce dziewczyny, Anity. Babcia kupiła jej także od czarnoksiężnika czerwoną pelerynę. Jako nastolatka, Kapturek zakochała się w Piotrusiu i zaprzyjaźniła z Mary. Nie wiedziały jednak, że Kapturek zmienia się w wilka, dlatego Piotruś – którego posądzały o bycie potworem – zginął z jej ręki. W trakcie ucieczki przed żołnierzami Reginy „Złej Królowej”, Kapturek spotkała matkę. Anita nauczyła ją kontroli nad swą przemianą, ale Kapturek wolała żyć ze Śnieżką, niż z krwawą watahą. Anita zginęła gdy córka chroniła przyjaciółkę przed Czarnymi Rycerzami. Odtąd Kapturek niestrudzenie pomagała Śnieżce. Ratowała ją z niejednej opresji, czy przynosząc jedzenie gdy David „Książę z Bajki” zaręczył się z córką Midasa. Kapturek powiedziała jej o Rumplestiltskinie, który mógł spełniać życzenia. Gdy „Książę z Bajki” wybrał Śnieżkę na ukochaną, Kapturek ochroniła go przed rycerzami króla George’a. Uczestniczyła w odbiciu ukochanego przyjaciółki z rąk Reginy, ale też wiedziała jak Śnieżka poświęciła się dla niego. Po przebudzeniu Śnieżki, była ich zwiadem i poinformowała o „Lewiatanie”, dowódcy George’a. Po pokonaniu George’a i „Złej Królowej”, uczestniczyła w obradach nad jej losem i widziała jak egzekucja monarchini została zablokowana przez Śnieżkę, z pomocą Niebieskiej Wróżki. Wiele miesięcy później, uczestniczyła wraz z Babcią w kolejnej naradzie, dotyczącej przeciwdziałaniu mrocznej klątwy, którą miała rzucić Regina. Posłuchali rady Niebieskiej Wróżki, by ocalić ciężarną Śnieżkę przed klątwą tak, by mogła wychować i przygotować córkę – „Wybawczynię” na złamanie klątwy.
Sezon 1
Kapturek została zabrana przez klątwę do Storybrooke. Tak jak innym mieszkańcom, wyczyszczono jej pamięć i została kelnerką o imieniu Ruby w barze prowadzonym przez jej Babcię. Ona i Babcia kłóciły się, a sama zaprzyjaźniła się z Ashley Boyd. Ruby porzuciła pracę. Emma Swan przyjęła ją jako pomoc w pracy na posterunku policji. Ruby pomogła jej znaleźć szkatułkę z ludzkim sercem co zostawiło u niej traumę. Wróciła do pracy w barze i pogodziła się z prowadząca lokal. Babcia pragnęła przekazać biznes komuś kogo kocha, gdy odejdzie na emeryturę. Ruby była też pierwszą osobą, która odkryła żyjącą Kathryn Nolan za „barem u Babci”.
Sezon 2
Ruby odzyskała wspomnienia z Zaczarowanego Lasu i pomogła też zatrzymać mieszkańców w obrębie miasta, gdyż straciliby pamięć po wyjeździe za granicę miasta. Zaprzyjaźniła się z Belle, po czym Albert Spencer oskarżył ją o zamordowanie mechanika Billy’ego. Albert ukrył pelerynę Ruby i sam dokonał zbrodni, którą odkryli David Nolan i Babcia. Oboje pomogli przełamać strach Ruby przed przemianami w wilka. Emma z Mary Margaret Blanchard i Ruby dowiedziały się, że Whale jest doktorem Frankensteinem. Ruby wytropiła go i powstrzymała przed samobójstwem. Whale chciał ratować życie, ale wszyscy uważali go za potwora. Ona zwierzyła się mu ze swej historii. Pomogła bohaterom w sprawach związanych z Gregiem Mendell, olbrzymem Antonem czy walką z Corą, matką Reginy.
Sezon 3
Kapturek została przeniesiona do Zaczarowanego Lasu po tym jak powstrzymano klątwę Piotrusia Pana. Tam musieli się zmierzyć z Zeleną, „Złą Czarownicę z Zachodu”. Kolejna klątwa sprowadziła ponownie Kapturka do Storybrooke. Nie pamiętała czasu z Zaczarowanego Lasu. Dopiero pocałunek prawdziwej miłości złożony przez Reginę na czole Henry’ego przełamał drugą klątwę. Uczestniczyła w ceremonii nadania imienia bratu Emmy.
Sezon 5
W tym samym czasie, Ruby poczuła chęć połączenia się z watahą wilków. Postanowiła odszukać osoby podobne do siebie. Otrzymała od Antona magiczną fasolkę i po pożegnaniu się z Mary Margaret, przeniosła się do Zaczarowanego Lasu. W krainie DunBroch, wraz z Mulan i królową Meridą powstrzymały Zelenę sprzymierzoną z królem Arturem przed znalezieniem przez nich specjalnego hełmu. Ruby pożegnała się z Meridą i wraz z Mulan udały się do krainy Oz. Tam poznały Dorotkę Gale. Podczas misji uratowania jej psa Toto, Ruby zakochała się ze wzajemnością w Dorotce. Właścicielka Toto zniknęła, a Ruby podążyła za Zeleną do Krainy Umarłych. Tam dowiedziała się o tym, że Dorotka jest pogrążona w klątwie snu. Mary Margaret uświadomiła jej, że musi kochać Dorotkę i Ruby, z pomocą srebrnych pantofelków, wróciła do krainy munchkinów po czym obudziła Dorotkę.

### Kopciuszek/Jacinda
Ella „Kopciuszek” / Jacinda Vidrio (Dania Ramirez i Alejandra Pérez jako nastolatka) to matka Lucy Vidrio i żona Henry’ego Mills. Postać oparto na baśni „Kopciuszek”. Główna bohaterka 7. sezonu serialu „Dawno, dawno temu”.
Przeszłość
Cecelia urodziła Ellę i kilka lat później wyszła za mąż za Marcusa Tremaine. Jej córka zyskała dwie siostry przyrodnie, Drizellę i Anastazję. Po 6 latach nieobecności, do ich życia powróciła matka dziewczynek, Roszpunka Tremaine. Wszystkie trzy dziewczynki zżyły się ze sobą, nawet gdy zabrakło Cecelii. Do pewnego zimowego dnia, gdy bawiły się na tafli lodu, na jeziorze. Wiatr zdmuchnął czapkę bałwanowi i Ella udała się po nią na środek akwenu. Po nią poszła Anastazja, która chciała zabrać Ellę stamtąd, ale lód zaczął pękać i w końcu się załamał. Marcus rzucił się na ratunek dziewczynkom, które wpadły pod wodę, ale uratował tylko pasierbicę. Lady Tremaine obwiniała Ellę za to i zaczęła ją nazywać „Kopciuszkiem”, a męża zabiła w porozumieniu z rodziną królewską. Dzięki interwencji swej matki chrzestnej–wróżki (Jillian Fargey), Ella udała się na bal wmieszanego w to morderstwo księcia (Liam Hall), by go mogła zabić. Podążając karocą, zderzyła się z motocyklem Henry’ego Millsa. Ukradła jego pojazd i zjawiła się na balu. Przed księciem wyjawiła, że chciała go zabić za zrujnowanie życia, ale jak tylko powstrzymała się, jej macocha zrobiła to za nią. Wmieszała pasierbicę w morderstwo, a Henry pomógł uciec jej z balu. Ella dołączyła do Tiany i jej ruchu oporu przeciw rodzinie królewskiej. Zostawiła za sobą pantofelek, by Henry mógł ją znaleźć. Spotkała się z macochą w jej rezydencji i nad ciałem Anastazji dobiły umowy. Miała przynieść najczystsze serce, Henry’ego, by Tremaine mogła wskrzesić córkę za gwarancje bezpieczeństwa dla jej przyjaciół. Niemalże uzyskała organ, ale Regina Mills ją powstrzymała, a po rozmowie z nią, znowu kazała innym mówić do siebie Ella. Po przybyciu do obozu Alicji, by spotkać się z ojcem i jej ucieczce, Henry i Ella podążyli za nią do Krainy Czarów. Tam Ella dowiedziała się co stało się z jej biologiczną matką. Drizella tymczasem próbowała użyć tej samej klątwy na sercu Henry’ego. Ella z Alicją uratowały go i Henry z Ellą się pocałowali. Henry oświadczył się Elli nad jeziorem. Urodziła się ich córka, Lucy. Drizella ogłosiła im, że za 8 lat rzuci mroczną klątwę, ale magia krwi od strony jej matki zmieniła ją w posąg. Ella z mężem i córką mogła się cieszyć szczęściem z Henrym i dzieckiem oraz przywitali Zelenę, „Złą Czarownicę z Zachodu”, która wkrótce też odzyskała magię. Osiem lat później Zakon Ośmiu Wiedźm, z Matką Gertrudą na czele, odczynił zaklęcie kamienia z Drizelli. Wobec braku możliwości powstrzymania mrocznej klątwy, Ella zgodziła się, by męża i córkę przeniósł portal – tak jak niegdyś teściową Emmę – by tak mogli się w przyszłości połączyć. Lucy przybiegła jednak do pałacu Tiany z informacją, że ojca porwano. Regina zebrała ich, by powstrzymali wiedźmy. Plan spalił na panewce, gdyż Henry został otruty i Regina została zmuszona przez Drizellę do rzucenia mrocznej klątwy, by go uratować. Wystarczyło kilka kropel krwi wiedźmy, która już raz tę klątwę rzuciła. Hook natomiast podarował Elli zmartwionej o Lucy słonika z kości słoniowej otrzymanego od Rumplestiltskina. Ten który go posiadał mógł zachować relację z dzieckiem w Świecie Bez Magii, pomimo wyczyszczenia wspomnień.
Sezon 7
W Hyperion Heights, Jacinda rzuciła pracę, ku niezadowoleniu Sabine. Dzięki temu mogła się dokładać do wspólnego czynszu. Córka Jacindy, Lucy Vidrio, uciekła z domu. W odpowiedzi Victoria Belfrey – macocha kobiety – przejęła opiekę rodzicielską nad dziewczynką. Jacinda chciała uciec z Lucy, by zacząć nowe życie. Koniec końców, zostały w dzielnicy, a Jacinda odzyskała swą pracę. Gdy odkryła, że nie stać ją na bilet na balet jej córki, udała się tam jako członek ekipy kateringowej. Victoria postanowiła zburzyć ich ukochany ogródek, Jacinda podjęła kroki przeciwko niej i dzięki poradzie od Roni zebrała mnóstwo podpisów pod ocaleniem lokalizacji. Victoria skusiła ją odstąpieniem od inicjatywy oferując jedno z planowanych mieszkań, ale Jacinda ostatecznie odmówiła. W Halloween, przyrodnia siostra Jacindy – Ivy Belfrey, pozwoliła jej i Lucy spędzenie tej nocy razem. Jacinda z Sabine rozpoczęły biznes, by sprzedawać jej ptysie. Henry znalazł natomiast odwagę, by poprosić ją na randkę. Sprawy między nimi skomplikowały się, gdy do ich życia wrócił były chłopak i przypisany przez klątwę ojciec Lucy, Nick Branson. Pojawił się ponownie, gdyż Victorię aresztowano za przetrzymywanie w zamknięciu Eloise Gardener. Lucy trafiła do domu dziecka, skąd Nick zdołał ją odzyskać. Victorię wypuszczono z więzienia i ta przekazała wszystkie prawa do Lucy swej pasierbicy. Jacinda skonsultowała się z Nickiem i ten potwierdził jej, że nie ma w tym żadnego podstępu. Pocałowała go, ale Victoria nagrała ich i pokazała to Lucy. Załamana dziewczynka wróciła do domu i padła nieprzytomna w ramionach matki. Jacinda zadzwoniła do Henry’ego oraz Nicka i sprowadziła pisarza z San Francisco do szpitala. Czuwała z Henrym i Nickiem przy dziewczynce. Wszyscy trzej oddali nawet krew do sprawdzenia, ale przebudziła się dopiero gdy Victoria zmarła. Wciąż nalegała na ojca by pocałował jej matkę co da efekt pocałunku prawdziwej miłości i przełamie klątwę. Tuż przed tym wydarzeniem, Lucy przerwała im i starała się chłodno odnosić do Henry’ego. Jacinda zaczęła się zastanawiać nad zachowaniem córki i przytuliła Ivy gdy przyszła do niej z rzeczami od zmarłej Victorii. Sama podarowała jej lalkę z dzieciństwa i podsunęła sugestie by naprawiła pewne sprawy w swym życiu. Następnie umówiła się z Sabine w barze, ale spotkała tam Henr’ego. Spędzili miły wieczór i założyła się z nim, że jeśli trafi monetą w kufel, uwierzą w swe pochodzenie. Henry’emu się nie udało, gdyż kufel został zabrany, ale Jacinda trafiła monetą w szklankę za nią z sofy. Henry otrzymał ofertę pracy w Nowym Jorku a Jacinda kazała mu jechać. Dopiero Sabine i Lucy kazały jej zadzwonić. Na telefon odpisał jej porywacz Henry’ego i „Cukierkowy Zabójca” w jednym – Nick Branson. Nazajutrz jednak Rogers przekazał jej, że Henry porzucił swój samochód i dzięki – wydawało by się – mało znaczącym szczegółom odkrył tożsamość mordercy kobiet. Wieczorem, Henry uwolniony przez Rogersa, spotkał się z Lucy i Jacindą. Syn Reginy pokazał potem wyniki badań ze szpitala, które potwierdzały, że jest biologicznym ojcem Lucy. Jacinda była wciąż sceptyczna wobec tej informacji, jak i możliwości, że już się zakochali, ale tego nie pamiętają. Do czasu gdy Lucy znalazła w rzeczach matki sprzed posiadania córki torbę z baru u Babci z połamanym szklanym pantofelkiem. Do którego pasował kawałek podarowany Jacinzie przez Henry’ego. Po raz pierwszy pocałowali się w usta, ale Lucy zawiodła się, gdyż nie przełamało to klątwy. Jacinda zaczęła pomagać Sabine w pracy przy food-trucku, gdyż Drew nie pojawił się w pracy. Lucy odkryła kartę tarota w torbie Sabine, której niegdyś Drew wykorzystał i jej matka z Sabine udały się do Barona Samedi, gdyż wiedziały, że go porwał. Ten zmusił je lalką vodoo nakłuwając bólem Sabine do zamknięcia się w szafie, gdzie odkryły związanego Drew. Henry odkrył dokumenty adopcyjne Reginy i zadzwonił do młodszej wersji samego siebie. Wtedy wspomnienia wróciły do niego. Regina, która próbowała walczyć z Eloise Gardener, poniosła klęskę i Henry znalazł ją. Całując w czoło, przełamał klątwę a Eloise została wkrótce permanentnie powstrzymana przez swoją córkę, Tilly. Działania Rumplestiltskina (Świat Życzenia) doprowadziły jednak do zamknięcia w szklanej kuli Jacindy z Lucy. W konsekwencji, do przeniesienia Henry’ego i Reginy oraz Weavera i Rogersa do krainy tego złoczyńcy. Weaver oddał życie za Rogersa by go powstrzymać a Regina naraziła swoje by przekonać do siebie króla Henry’ego, wnuka zamordowanych przez nią wiele lat wcześniej Śnieżki i Davida (Świat Życzenia). Doprowadziło do wygranej bohaterów. Roni zdecydowała zapobiec w przyszłości odizolowania każdego mieszkańca wszystkich krain. Z drobnych fragmentów serc tych których kocha i którzy ją kochają rzuciła ponownie mroczną klątwę. Sprowadziła dookoła Storybrooke wszystkie znane im krainy: Górę Olimp, Magiczny Las, Krainę Czarów, Arendelle, Camelot, Krainę Niedopowiedzianych Historii, Agrabah i Zaczarowany Las. Sama została ogłoszona przez mieszkańców pierwszą „dobrą” elekcyjną królową Zjednoczonych Krain.

### Roszpunka Tremaine/Victoria
lady Roszpunka Tremaine / Victoria Belfrey (Gabrielle Anwar i Meegan Warner jako młoda Lady Tremaine/Roszpunka) to matka Drizelli Tremaine/Ivy Belfrey i Anastazji Tremaine oraz macocha Elli „Kopciuszka”/Jacindy Vidrio, a także przybrana teściowa Henry’ego Mills. Postać oparto na baśni „Kopciuszek” oraz „Roszpunka”. Główna bohaterka 7. sezonu serialu „Dawno, dawno temu”.
Przeszłość
Rodzina Roszpunki, mąż Marcus Tremaine i córki Drizella oraz Anastazja przeżywały głód, gdyż Marcus był chory. Jadąc bryczką, dotarli do tajemniczego ogrodu, skąd Roszpunka ukradła kilka warzyw. Ukazała się przed nią Matka Gertruda z którą zawarła układ. Odda wszystko, w zamian za szczęście i dostatek jej rodziny. Gertruda przeniosła ją do wieży. Po sześciu latach, Roszpunka zauważyła lampiony i uciekła robiąc linę ze swoich ściętych, kilkumetrowych włosów. Połączyła się z rodziną, ale Marcus już pojął za żonę matkę Elli, Cecelię. Gertruda ponownie zjawiła się w ich okazałej rezydencji, gdzie zasugerowała jej otrucie kobiety klątwą zatrutego serca z pomocą grzyba z Krainy Czarów. Roszpunka odmówiła, do czasu gdy Drizella nazwała Cecelię matką. Roszpunka użyła pleśniaka i mogła się cieszyć Marcusem, dopóki Ellai Anastazja wpadły pod lód podczas zabawy. Marcus uratował spod lodu Ellę, a nie wpatrzoną w matkę Anastazję. Roszpunka zwróciła się o pomoc do Gertrudy, a ta zamroziła ostatnie tchnienie Anastazji w jej ciele. Uznała też, że musi zabrać dziewczynkę do wieży, skoro jej matka nie zdała egzaminu na Strażnika – osobę strzegącą mrok, lecz jednoczenie nieskalaną nim. Gertruda sama została posłana przez Roszpunkę do wieży, ulepszonej magią krwi. Sama obwiniła za tragedię męża i zaaranżowała pozbycie się go wraz z rodziną królewską. Gdy dowiedziała się, że matka chrzestna – wróżka (Jillian Fargey) pomogła Kopciuszkowi udać się na bal, porwała ją, odcięła jej skrzydła i unicestwiła jej własną, skradzioną różdżką, na oczach Drizelli. Na samym balu, Tremaine żywiła nadzieje, że książę (Liam Hall) ożeni się z Drizellą. Odrzucił ją, ale jego brat Gregor (Julian Haig) zainteresował się dziewczyną. Tremaine zabiła pierwszego księcia i zrzuciła winę na Ellę „Kopciuszka”. Za to, że Henry Mills pomógł jej pasierbicy uciec, pochwyciła go ze strażnikami i kazała biologicznej córce go zabić, ale Henry zdołał uciec. Spotkała się z Hookiem ze Świata Życzenia i w zamian za pozbycie się Henry’ego, odmłodziła go różdżką o 30 lat. Ella „Kopciuszek” spotkała się z macochą, a ta zażądała od niej serca Henry’ego, najczystszego ze spotkanych, by mogła wskrzesić Anastazję, lecz go nie otrzymała. Gdy Drizella uczyła się magii, Tremaine praktykowała wyrywanie serca na Anastazji. Drizella zabiła swego narzeczonego, by skazić mrokiem swe serce i uniemożliwić matce użycia go do sprowadzenia siostry. Oświadczyła matce, że ukarze ją mroczną klątwą, sprowadzając ją do Krainy Bez Magii i tam zada jej tyle bólu ile zdoła. Reginie obiecała, że opracuje zabezpieczenie przed złamaniem klątwy. Dziewięć miesięcy później, po narodzinach Lucy, Drizella przepowiedziała rodzicom dziecka, Tianie, Hookowi i Jasiowi, że za osiem lat rzuci mroczną klątwę. Lady Tremaine nie mogła do tego dopuścić i użyczyła kropli swej krwi, by zamienić córkę w kamienny posąg. W ósme urodziny Lucy, Gertruda zwołała wiedźmy, które odczarowały Drizellę po czym porwały ze sobą Roszpunkę na miejsce rzucenia klątwy. Tam Drizella wyjawiła matce, zanim uśpiła ją magią, że w nowej krainie będzie sądzić, iż sama rzuciła klątwę dla Anastazji.
Sezon 7
W Hyperion Heights, Lady Tremaine stała się Victorią Belfrey. Była zaniepokojona gdy jej wnuczka, Lucy Vidrio nie pojawiła się w jej domu. Gdy zrozumiała, że dziewczynka uciekła, by znaleźć Henry’ego Millsa, udała się do Jacindy Vidrio i oświadczyła jej, że przejmie pełnię praw rodzicielskich nad Lucy. W odpowiedzi, matka dziewczynki próbowała uciec z Lucy, by zacząć nowe życie. To zainspirowało Roni, właścicielkę „baru u Roni”, by nie sprzedać baru Victorii. Zapowiedziała, że tego pożałuje, ale Roni była przeciwnego zdania. Victoria chciała się pozbyć Henry’ego z Hyperion Heights, dlatego zaangażowała detektywów Weaver i Rogersa, by zamieszali jego w kradzież jej bransoletki. Rogers nie zrealizował go i zatrzymał bransoletkę. Belfrey zaplanowała zburzenie lokalnego ogrodu, by ustawić tam mieszkania. Lucy podejrzewała, że jej przybrana babcia coś ukrywa i chciała znaleźć na to dowód. Odkryła kawałek szkła i sądziła, że to część pantofelków Kopciuszka. Natomiast Victoria sprowadziła do swej wieży sarkofag z Anastazją, do Eloise Gardener, więzionej na jej szczycie, by ją wskrzesiła. Ta odmówiła pomocy. Tilly, informatorka Weavera, zmierzyła się z Victorią, gdyż zaczęła się budzić z klątwy przez zaprzestanie brania swych pigułek. Victoria zaszantażowała Weavera, ale ten wybudził się z klątwy. Następnie sam nakłonił Tilly do ponownego brania tabletek. Victoria nie dała po sobie poznać, że wie o przebudzeniu detektywa. Wobec wspólnego biznesu Sabine i Jacindy, Victoria zatrudniła Ralpha do podpalenia ich kuchni w „Mr. Cluck’s Chicken Shack”. By przekonać do siebie Eloise, Victoria zdobyła kilkanaście ziół by przynieść jej herbatę i upewnić się jak wyrwać z korzeniami wiarę Lucy. Jednakże odkryła, że jej córka Ivy jest przebudzona i przeniosła Anastazję do szpitala. Zajęła się też Eloise, którą zamknęła w innym miejscu, ale została wytropiona przez Rogersa. Przyjechał za nią i uwolnił Eloise Gardener. Victoria została aresztowana i zgodziła się na nieprzyjemną rozmowę z Ivy, by przyszedł do niej Weaver. Wyjawiła mu, że wie o Belle, sztylecie i poszukiwaniach Strażnika. W zamian za te informacje, oczyścił ją z zarzutów. Oboje udali się do lokalnego sarkofagu, gdzie Victoria uzyskała oryginalną książkę z baśniami Henry’ego ze Storybrooke, do przebudzenia Anastazji. Weaver miał uzyskać swoje wiadomości po przebudzeniu dziewczynki, co też się udało, za cenę pogrążenia Lucy w śpiączce. Victoria nie była chętna temu, by Weaver poddał jej córkę testowi na Strażnika, ale w końcu ulega. Dziewczyna zdała go, wskazując prawidłowy sztylet mrocznego pośród fałszywych. Przybycie Eloise sprawiło, że jej magia odrzuciła Weavera i matkę w powietrze. Eloise zabrała Victorię i umieściła ją na dnie wyschniętej studni, do której wkrótce została wrzucona Ivy. Victoria przyznała się Anastazji do swoich zbrodni sprzed lat. Gdy obie z Ivy wydostały się ze studni, zaproponowała zawieszenie broni, by obie mogły ocalić jej siostrę. Ivy wyrzuciła jej, że nigdy nie czuła jej miłości, ale lampiony były jej pomysłem po czym uciekła. Victoia zdobyła amulet wskrzeszenia od Roni i Kelly West po czym przekazała go Eloise. Anastazja naładowała go swą magią, a Eloise rozpoczęła rytuał wskrzeszenia, który ściągnął w miejsce ofiary Ivy. Victoria oddała swe życie za starszą córkę i przed śmiercią wyznała, że ją kocha. To poświęcenie przebudziło Lucy ze śpiączki. Jakiś czas później Roni ekshumowała z grobu Victorii oryginalną książkę z baśniami Henry’ego.

### Lucy
Lucy Vidrio (Alison Fernandez) to córka Henry’ego Millsa i Kopciuszka/Jacindy Vidrio oraz wnuczka Emmy Swan i Baelfire’a/Neala Cassidy. Główna bohaterka 7. sezonu serialu „Dawno, dawno temu”. Postać oparto częściowo na baśni „Kopciuszek”, gdyż kot Lady Tremaine miał na imię Lucyfer.
Przeszłość
W dniu narodzin Lucy Drizella ogłosiła zebranym, że za 8 lat rzuci mroczną klątwę, ale magia krwi od strony jej matki zmieniła ją w posąg. Osiem lat później Zakon Ośmiu Wiedźm z Matką Gertrudą na czele odczynił zaklęcie. Wobec braku możliwości powstrzymania mrocznej klątwy, Henry wpadł na pomysł stworzenia portalu – tak jak kiedyś zrobił to Gepetto – który przeniesie jego i córkę z książką, by w nowym świecie zwrócili wiarę swemu ludowi. Tiger Lily pomogła mu znaleźć drzewo i zabrała Lucy do kryjówki podczas gdy on zaczął ścinać drzewo. Jedna z Wiedźm wykryła go i porwała tuż po tym jak spotkał córkę oraz kazał jej uciekać. Tiger Lily obiecała dziewczynce, że połączy się kiedyś z ojcem i zabrała ją do jej matki. Serce Henry’ego zostało zatrute co spowodowało, że Regina zgodziła się rzucić mroczną klątwę pod dyktat Drizelli, by ratować syna. Lucy została w pałacu Tiany, strzeżona przez ciotkę, gdy dosięgła ich klątwa. Mały słoń z kości słoniowej podarowany przez Hooka matce Lucy pozwolił im zachować najcenniejszą relację „matka-córka”.
Sezon 6
Lucy przyjechała do Seattle gdzie znalazła ojca. Henry zaprzeczył jakoby miał córkę, ale ta się nie ugięła i kazała mu pójść z nią, by uratował swą rodzinę.
Sezon 7
Henry był także przeklęty. Dlatego nie wierzył, że Lucy jest jego córką. W odpowiedzi, ukradła jego laptop, by sprowadzić go do Hyperion Heights. Gdy Victoria Belfrey usłyszała o ucieczce swej przybranej wnuczki, zmierzyła się z pasierbicą, Jacindą Vidrio i przejęła opiekę rodzicielską nad Lucy. Victoria planowała zburzyć lokalny ogródek, by postawić tam apartamenty, a Lucy podjęła się próby znalezienia dowodu. Odkryła kawałek szkła, sądząc, że pochodzi o szpilek jej matki, Kopciuszka. W Halloween Lucy udała się z przybraną ciotką, Ivy Belfrey na zbieranie cukierków i uciekła jej. Z pomocą Henry’ego, Ivy znalazła ją i pozwoliła Jacindzie spędzić z córką resztę nocy. Gdy Jacinda i Sabine rozpoczęły wspólny biznes związany ze sprzedażą rożków w pracy Jacindy Lucy stemplowała paczki z wydawanymi deserami. Po tym jak Victoria została aresztowana za przetrzymywanie Eloise Gardener, Lucy trafiła do sierocińca, do czasu gdy Jacinda i domniemany ojciec Lucy, Nick Branson zwrócili ją matce. Victoria, po wyjściu z więzienia, oddała Jacindzie prawa rodzicielskie. Pojawiła się w szkole i przedstawiła swej przybranej wnuczce książkę ojca ze Storybrooke, „Dawno, dawno temu”. Przyznała się jej, że baśnie są prawdziwe i opowiedziała historię swej rodziny. Walczyła o nią jak każdy bohater, ale spotkało ją tylko cierpienie. Wmówiła dziewczynce, że jej historie są te same, a skoro wiara ich zawodzi, powinna przestać wierzyć. Jako dowód przedstawiła moment z nagrania jak Nick i Jacinda się całują. Pojedyncza łza Lucy spadła na książkę ojca i Lucy wróciła załamana do domu. Upadła w ramiona Jacindy, w tej samej chwili, gdy jej łza przebudziła Anastazję Tremaine. Lucy obudziła się w szpitalu, w otoczeniu Henry’ego i matki, po śmierci Victorii. Lucy zamierzała następnie wybudzić biologicznych rodziców z klątwy przez „pocałunek prawdziwej miłości”. Przeszkodziła im, tuż po tym, gdy dowiedziała się, że to mogłoby zabić Henry’ego, gdyż jego serce było wciąż zatrute. Kartka z tą informacją pojawiła się w jej pokoju. Lucy udała się do Roni, która wreszcie potwierdziła jej klątwę i istnienie Magicznego Lasu. Dziewczynka włamała się do domu Barona Samedi we współpracy z Roni. Następnie przekonała go osobiście do wyleczenia serca Henry’ego. W tym celu w rzeczach jej matki znalazła szklany pantofelek – symbol miłosci jej rodziców – który posłużył czarodziejowi Samedi do wyleczenia jej ojca. W tym samym czasie Roni musiała się zmierzyć z Eloise Gardener, planującą wymazanie ludzkości z powierzchni Ziemi za pomocą swego zakonu. Jednakże nieoczekiwanie wybudzony Henry złamał klątwę całując Roni w czoło co przywróciło pamięć wszystkim. Eloise została pokonana przez Tilly a Lucy połączyła się z rodzicami. Nie na długo, gdyż Rumplestiltskin (Świat Życzenia) porwał ją i matkę do swojej krainy. Uwolniona przez hak z Maui Rogersa, po pokonaniu Mrocznego, wzięła udział w koronacji Roni na pierwszą królową elekcyjną Zjednoczonych Krain (Nibylandia, Zaczarowany Las, Oz, Olimp, Podziemia, Kraina Niedopowiedzianych Historii, Camelot, Arendelle itd.).

### Tiana/Sabine
Tiana / Sabine (Mekia Cox) to współlokatorka Kopciuszka/Jacindy. Postać oparto na podstawie filmu „Księżniczka i żaba”. Główna bohaterka 7. sezonu serialu „Dawno, dawno temu”.
Przeszłość
Gdy jej królestwo pogrążyło się w finansowym kryzysie z powodu podniesienia podatków przez króla, Tiana udała się po radę do dr Facilier. Ten miał jednak swój ukryty motyw i w zamian za odznakę od ojca, uwolniła z jego rąk ukochaną księcia Mariusa (Kevin Ryan). Jakiś czas później Tiana stała się liderką Ruchu Oporu przeciw Lady Tremaine i królewskiej rodzinie. Przyprowadziła do obozu Jasia, a Henry potwierdził jego tożsamość. Pod przykryciem, udała się na bal księcia (Liam Hall), gdzie odmówiła tacy z żabimi udkami. Tiana uratowała Ellę „Kopciuszka” od strażników króla i zaprosiła do Ruchu Oporu. Poznała Henry Mills i jego matkę, Reginę, a także Hooka z Krainy Życzenia, którzy dołączyli do jej przedsięwzięcia. Ponownie przedstawiła Jasia Henry’emu. W dniu narodzin Lucy Drizella ogłosiła zebranym, że za 8 lat rzuci mroczną klątwę, ale magia krwi od strony jej matki zmieniła ją w posąg. W dniu koronacji na królową stawiła skutecznie czoła z księciem Naveen. Mężczyznę zabrał jednak dr Facilier, gdyż to on miał spłacić dług uratowanego życia. Tiana została królową, lecz Zakon Ośmiu Wiedźm z Matką Gertrudą na czele odczynił zaklęcie. Henry został porwany, a Lucy przybiegła do pałacu, by o tym powiedzieć matce. Gdy klątwa została rzucona Lucy została w pałacu strzeżona przez ciotkę, gdy dosięgła ich mroczna klątwa.
Sezon 7
W Hyperion Heights, gdy Sabine dowiedziała się, że Jacinda Vidrio rzuciła pracę, zaczęła się martwić, gdyż jej pieniądze wnosiły duży wkład w spłatę czynszu. Pomogła jej uczestniczyć w balecie Lucy Vidrio, jej córki, jako członek grupy kateringowej. Obie zaczęły biznes w food trucku, gdzie zamierzały sprzedawać ptysie Sabine po tym jak Victoria Belfrey podniosła im czynsz. Sabine wciąż nalegała, by Jacinda i chłopak od taśmy się spotkali, gdyż Lucy wciąż nie schodziła z tego tematu. Rogers zwrócił się do niej w sprawie podpalenia w restauracji i narysowała mu nóż – sztylet mrocznego – dzięki któremu sprawca dostał się do środka budynku. Wcześniej Weaver wręczył go jej i spytał czy coś poczuła, ale zabrał, gdy zaprzeczyła. Sabine odwiedziła szpital, w którym leżała pogrążona w śpiączce Lucy. Była świadkiem jej wybudzenia. Sabine rozszerzyła sprzedaż swoich wypieków i zatrudniła do pracy Drew i Tilly. Wkrótce odkryła, że Drew pracuje dla Barona Samedi. Gdy mężczyzna zniknął, podążyła za jego tropem i odkryła, że Samedi przetrzymuje go w swym zapleczu. Po złamaniu klątwy, Sabine, Jacinda i Drew wybiegli do Samediego, ale ten teleportował się. Sabine przeprosiła Drew, że nie mogła go znaleźć wcześnie. Drew przekonał ją, by przejęła ponownie królewskie obowiązki i dzięki niej Tilly z Margot mogły się udać do Storybrooke po pomoc dla Henry’ego i Hooka (Świat Życzenia). Tiana uczestniczyła w wyborze Reginy na pierwszą elekcyjną królową Zjednoczonych Krain (Oz, Arendelle, Olimp, Krainy Czarów itp) umieszczonych obok Storybrooke.

### Zła Czarownica z Zachodu
Zelena „Zła Czarownica z Zachodu” / Kelly West (Rebecca Mader i gościnnie: Joanna García-Swisher oraz Christie Laing) to przyrodnia siostra Reginy i pierwsza córka Cory. Postać oparto na podstawie powieści „Czarnoksiężnik z Krainy Oz”.
Przeszłość
W Zaczarowanym Lesie przed pierwszą klątwą Zelena urodziła się 15 kwietnia. Została porzucona w lesie przez matkę, Corę. Tornado przeniosło ją do krainy Oz. Tam odnalazło ją małżeństwo (Maria Marlow i Adrian Hough), którzy ją zaadoptowali. Zelena spotkała biologiczną matkę gdy miała kilkanaście lat. W Zaczarowanym Lesie uleczyła swoją siostrę Reginę po tym, jak ta zadała sobie ból magią z różdżki Cory. Zanim dowiedziały się prawdy o swym pokrewieństwie, nawiązały serdeczne relacje. Żona księcia Henry’ego wymazała im pamięć by mogły się ziścić jej plany dotyczące Reginy. Krótko potem dziewczyna poznała w Oz młodego drwala, Stanum, który zobaczył jak działa jej magia i obronił ją przed dręczycielami (m.in. Dylan Sloane). Około dekadę później w Oz, Zelena poznała prawdę o swoim porzuceniu i posiadaniu siostry. Opowiedział jej o tym Czarnoksiężnik z Oz, którego – po swoim przeszkoleniu i odtrąceniu przez Rumplestiltskina – zamieniła w pierwszą latającą małpę. Zelena zaplanowała zmienić swą przeszłość, a kolor jej skóry stał się zielony z zazdrości. Od planów kobiety odwiodła ją chwilowo reprezentująca miłość Glinda, Dobra Czarownica z południa Oz. Wizyta Dorotki Gale zawróciła ją natomiast na stare tory, ku zmianie swej przeszłości. Wisior z Oz stał się natomiast dla Zeleny czymś na kształt horkruksa, lecz nie powstał on przez morderstwo. Zabezpieczyła także swe serce przed wyrwaniem. Jeszcze raz zmierzyła się z dorosłą Dorotką Gale. Pomimo jej oporu, zabiła Stracha na wróble (głos Paula Scheer), by mieć jego mózg do portalu czasowego i odrzuciła ofertę miłosną samego Hadesa. Stanum przyszedł do niej jeszcze raz, tym razem po pomoc od klątwy Złej Czarownicy z Północy. Zamiast pomóc przyjacielowi i utracić magię, wybrała moc, która czyniła ją wyjątkową i zabrała Karmazynowe Serce – które miało go uratować – do Szmaragdowego Grodu. Zelena wygnała z Oz Złą Czarownicę z Północy i zamierzała zrobić to samo ze Wiedźmą jedzącą dzieci. Widziała rodzeństwo – Małgosię i Jasia, ale została pokonana. Po tym jak niewidomy ojciec dzieci (Dan Payne) zaakceptował Zelenę, postanowiła je odbić i oślepiła rywalkę. Dzieciom udało się uciec do ojca i ostrzegły go przed nikczemnością Zeleny. Jaś chciał, by zapłaciła za to co zrobiła, ale siostra Reginy przypaliła mu dłonie i zniknęła. Robin Hood ukradł jej eliksir złamanego serca i łuk ze złotymi strzałami. Kilka lat później, Niebieska Wróżka na życzenie Śnieżki rzuciła czar muzyczny, który objął też Zelenę w Oz. Zła Czarownica wyśpiewała szczęście z powodu trudności z jakimi spotkała się jej siostra w Zaczarowanym Lesie. Przesłała jej magiczny dar. Tym chciała udowodnić mrocznemu, że źle wybrał i podarunek ukrócił piosenkę Śnieżki oraz Księcia w pałacu Królowej. Nazajutrz Zelena zapomniałą o tym, że śpiewała.
Złej Czarownicy, zamrożonej w czasie, udało się uniknąć pierwszej klątwy, gdyż Regina nie wiedziała o jej istnieniu. Oczekiwała na swą siostrę w jej pałacu, w Zaczarowanym Lesie. Zagroziła Filipowi i Aurorze, że ich skrzywdzi, jeśli nie poinformują jej o tym, że Regna wróci do Zaczarowanego Lasu. Po całkowitym spenetrowaniu pałacu siostry, doczekała się jej powrotu, gdyś klątwa została cofnięta w Storybrooke i wyjawiła jej swoje pokrewieństwo. Los Reginy miał być „gorszy od śmierci”. By to osiągnąć zdołała wskrzesić Mrocznego, rękoma Lumière, Belle i Baelfire’a. Przejęła kontrolę nad Mrocznym, który przez wchłonięcie w swoje ciało umierającego syna postradał rozum, za pomocą jego sztyletu. Belle powiedziała Śnieżce z mężem, Filipowi z żoną i Reginie, że Rumple został wskrzeszony a gdy Aurora wyjawiła ciężarnej Śnieżce, że Zelena chce zabrać jej dziecko, ta pojawiła się i zmieniła Aurorę z Filipem w latające małpy. Przyznała się Śnieżce do wszystkiego. To doprowadziło do rzucenia przez zdesperowaną matkę Emmy Swan mrocznej klątwy. Zelena pokrzyżowała jej plany i dodała napój zapomnienia tuż po tym jak Śnieżka zmiażdżyła serce Davida. Sobie i Mrocznemu podała antidotum.
Sezon 3
W Storybrooke podczas drugiej klątwy Zelena sprowadziła Mrocznego i latające małpy ze sobą do miasta. Zaprzyjaźniła się z niepamiętającą jej Mary Margaret Blanchard. Atak latającej małpy i zielony dym naprowadził bohaterów na to kim jest ich kolejny wróg. W tym samym czasie Zelena zdobyła odwagę Davida Nolan – symbol wschodu Oz – za pomocą korzenia nocy. Została zdekonspirowana przez śmierć Neala i ucieczkę Golda. Zyskała natomiast czysty umysł mrocznego w postaci złotego odlewu jego mózgu – symbol północy Oz. Po pogrzebie Neala, Zelena powiedziała wszystkim, że Regina jest jej przyrodnią siostrą. Wygrała z nią pojedynek, ale nie zdobyła jej serca – symbol południa Oz. Zwierzyła się panu Gold, że zamierza dać im obu świeży start. Sama przyoblekła się w Ariel i tym podstępem, pod pozorem poszukiwań Erica, rzuciła zaklęcie na usta kapitana Hook, który jednym pocałunkiem mógł odebrać białą magię Emmie Swan. Tylko ona mogła ją pokonać. Czarownica obiecała panu Gold po tym, jak zdobył serce Reginy od Robin Hooda, że będzie mogła zmienić historię ich obu. Odzyska syna, ale Mroczny odrzucił tę propozycję, obiecując jej, że pomści śmierć Neala. Siostra Reginy próbowała też powstrzymać ucieczkę Henry’ego Mills ze Storybrooke, ale Emma usmażyła jej dłonie białą magi. Natomiast Regina przełamała klątwę całując czoło adoptowanego syna. Zelena nie traciła czasu i wzięła długą złotą nić z klatki Golda, po czym zamieniła ją w odlew mózgu. Dziecko, czyli ostatni składnik zaklęcia zmieniającego czas – symbol zachodu Oz – stało się niedostępne. By wyeliminować Emmę z rozgrywki, zmusiła Mrocznego, by podtopił Hooka w wodzie, przez co Emma pocałowała go, stosując RKO. Zelena zdobyła dziecko Mary Margaret, ale nieoczekiwanie została pokonana przez białą magię Reginy, w trakcie otwierania portalu czasowego. Ta wydarła jej magię zawartą w wisiorze z Oz i ocaliła przed zemstą Golda. Zaoferowała jej nawet drugą szansę, ale ta ją odrzuciła. Gold pojawił się w jej celi i zabił ją.
Sezon 4
Uwolnił jej siły życiowe, a te połączone z magią wisiora, zespoliły się, otwierając drugi raz portal czasu.
W Zaczarowanym Lesie przed pierwszą klątwą, Zelena zrekonstruowała swe ciało z połączenia magii z wisiora (Horkruks?) i jej sił życiowych. Obserwowała Emmę i Hooka, których specjalnie wciągnęła do portalu czasowego, do momentu jak zrozumiała, że Emma zabierze Lady Marian do Storybrooke. Dlatego zabiła ją i za pomocą sześciolistnej koniczyny z Oz przyoblekła się w jej ciało. Zwróciła, dla niepoznaki, całą magię Emmie.
Tak przyszło jej grać rolę żony Robin Hooda w drugim Storybrooke. W tym czasie uległa klątwie mrożącej rzuconej przez Ingrid, „Królowej Śniegu”. Regina wyrwała jej serce, by lód nie dosięgnął tego organu, co zabiłoby ją. Po samobójstwie Ingrid, Regina zwróciła serce Marian–Zelenie. Ta skłamała, że akceptuje ich miłość i usunie się w cień. Jednakże użyła magii i ponownie pokryła się lodem udając zamarzanie. Tym wymusiła na Reginie, by ona i Robin z synem opuścili Storybrooke.
W Nowym Jorku, Zelena w ciele Marian, dzięki sześciolistnej koniczynie z Oz, spotkała Golda, wygnanego przez Belle. Odwiedziła go w szpitalu, gdzie pokazała swoją prawdziwą twarz. Zawarła z nim układ: Gold zgodził się jej nie zabić i włączyć do swojego planu z Autorem za prawdziwy eliksir złamanego serca. Wkrótce Mroczny powrócił do Storybrooke i Regina dowiedziała się przez niego, że siostra żyje. Gdy z Emmą i Lilith „Lily” Paige przyjechały po Robina, Zelena wyjawiła mężczyźnie swoją twarz, a siostrze, że jest w ciąży. W Storybrooke, Regina zablokowała jej magię i umieściła w dawnej celi Belle, pod szpitalem. Zamierzała ją nawet wymazać ze świata z pomocą odnalezionego Autora, ale ostatecznie wycofała się z tego zamiaru. Zostawiła ją wciąż zamkniętą w celi. W fikcyjnej książce „Heroes and Villains”. dziejącej się przed pierwszą klątwą, stworzonej przez Autora/Izaaka Hellera, Zelena stała się narzeczoną Robin Hooda, ale śmierć Reginy-Śnieżki zniszczyła jej ślub, przez co jej dłonie zaczęły zielenieć.
Po tym jak Henry został nowym Autorem i przekreślił plan swego poprzednika, Regina sprawdziła, że Zelena jest nadal ciężarna i pod kluczem w celi.
Sezon 5
Krótko potem Regina, Robin i Hook zwrócili się o pomoc do Zeleny. Wyjawili jej jak Emma Swan została porwana przez mrok. Zelena zrozumiała, że mając dziecko pod sercem, miała przynajmniej jedną osobę, która by ją kochała. Zamierzała uciec z ciążą do Oz. Odzyskała magię i rzuciła nawet odpowiednie zaklęcie. Koniec końców przejęła je Regina dzięki czemu przeniosła siebie i ją wraz z Davidem, Nealem Nolanem, Mary Margaret, Belle, Robinem, Rolandem, Henrym, Belle, Leroyem, Wesołkiem i Mędrkiem do Camelotu. Na miejscu powitał ich król Artur z którym wkrótce Zelena zaczęła spiskować. Związała, uwolnionego dopiero z postaci drzewa, Merlina do dłuższej części Excalibura. Gdy stracili go, udali się do krainy DunBroch. Tam znajdował się hełm, którym Artur nakazałby swoim rycerzom bezwzględne posłuszeństwo w starciu z Merlinem i Mroczną. Spotkali po drodze wiedźmę, Meridę i Mulan z Ruby. Hełm, o który walczyli wymsknął im się zasięgu ręki, dlatego uciekli przed kolejną klęską. Mroczna klątwa, rzucona rękoma Hooka przez Nimue przeniosła Zelenę z resztą bohaterów, Meridą i częścią mieszkańców Camelotu do Storybrooke. Wszystkim jej ofiarom mroczna Emma Swan usunęła wspomnienia z 6 tygodni gdy byli na zamku.
Zelenie zobaczyła, że Emma przyjęła moce Mrocznego i stała się jedyną władczynią sztyletu. Córka Śnieżki i Księcia, w zamian za wolność i ochronę przed Reginą chciała dobić umowę z Zeleną, za wiedzę o tym jak posługiwać się różdżką Ucznia. Poczęstowała też ją krążkami cebulowymi, nasączonymi magią. To spowodowało, że brzuch ciążowy Złej Czarownicy błyskawicznie urósł. Zelena urodziła córeczkę, a Regina i Robin Hood obiecali jej ochronę noworodka przed Emmą. Ta zabrała jednak Zelenę, by przelać mrok do starszej córki Cory i ściąć ją połączonym Excaliburem. Tak wymazałaby mrok ze świata. Hook zerwał bransoletę z nadgarstka Zeleny i sam unieruchomił Emmę atramentem kałamarnicy. Zelena wyjawiła mu, że jego imię też widnieje na połączonym Excaliburze, co oznaczało, że też był Mrocznym. Spotkała się też z siostrą i uznali, że będzie widywać się z córką pod ich okiem. Początkowo to zaakceptowała, lecz wobec inwazji obcych z Zaświatów, postanowiła sama zająć się latoroślą. Regina w odpowiedzi wysłała siostrę do krainy Oz przez trąbę powietrzną.
Zelena spotkała na miejscu dorosłą Dorotę Gale z Ruby i Mulan. Pierwszą z nich uśpiła i z pomocą jej srebrnym pantofelkom wróciła do Storybrooke.
Podczas trzeciej klątwy Zelena pod powłoką Matki przełożonej udała się do klasztoru wróżek, do swojej córeczki. Tam została zdemaskowana przez Belle i samą Matkę przełożoną. Wpadła z dzieckiem w rękach Belle do Krainy Umarłych przez portal.
W Krainie Umarłych uświadomiła sobie, że jest to kraina rządzona przez Hadesa. Chciała ochronić córkę przed nim i wykorzystaniem jej do otworzenia portalu czasowego. W końcu oddała niemowlę ojcu dziecka i Reginie, którzy też tam przebywali. Spotkała się z Hadesem, ale odrzuciła jego ofertę, by byli razem, gdyż nie mogła mu zaufać. Nazajutrz, przyznała się Reginie, że jego czułym punktem jest tylko ona. Czarownica podarowała w końcu srebrne pantofelki Ruby, która przybyła do podziemi dzięki zaklęciu lokalizacji. Belle podarowała klątwę snu, by mogła uratować jej dziecko przed Hadesem. Po tym jak Cora pogodziła ją z Reginą i przywróciła im wspomnienia z Zaczarowanego Lasu, Zelena otrzymała błogosławieństwo od Reginy na związek z Hadesem. Została jednak porwana przez Piotrusia Pana we współpracy z panem Gold. Hades odzyskał swą ukochaną we współpracy z Emmą, gdy podarł umowę z Goldem na jego drugie dziecko. Zelena obdarowała go Pocałunkiem Prawdziwej Miłości, przez co uruchomiła jego serce i uwolniła z więzienia Podziemi. Hades zrealizował obietnicę złożoną Emmie i wymazał imiona jej oraz jej rodziny z Zaświatów. Posłał ją z Hookiem po ambrozję, by pirat mógł wrócić do świata żywych, a sam z Zeleną i jej córką przeniósł się portalem do Storybrooke.
W Storybrooke, Regina i Robin Hood którzy zdołali wydostać się z Zaświatów wraz z innymi uczestnikami tej wyprawy, chcieli uświadomić Zelenie jak niebezpieczny jest jej chłopak. Nie chciała słuchać i, dopiero gdy Hades unicestwił duszę Robin Hooda za pomocą kryształu olimpijskiego, Zelena sama go zabiła tym przedmiotem. Jej marzenia o cichym życiu i przyjemnym domku legły w gruzach.
Sezon 6
Zelena chciała się wprowadzić do domu Reginy. Siostry pokłóciły się jednak m.in. o zagubioną strzałę Robin Hooda z pogrzebu, dlatego Zelena z córką wróciła do swej farmy. Tam zawarła sojusz ze Złą Królową (serum), przy czym nie powiedziała o tym samej Reginie. Po porwaniu Archie Hoppera, udały się do SPA Złotowłosej, by tam zacieśnić więzy. Zelena i Królowa musiały się zmierzyć z Reginą, gdy Mary Margaret i David uwolniły Archiego w formie świerszcza. Po odkryciu, że Zła Królowa nawiązała romans z Goldem, Zelena wyjawiła Belle co jej mąż planuje wobec ich dziecka. Mroczny był wściekły z tego powodu. Sam nie mógł skrzywdzić Zeleny, gdyż taki sam ból zgotowałby sobie, dlatego kazał Królowej zabić Zelenę. Ta została ocalona przez Reginę, ale Mills nie mogła jej wybaczyć śmierci Robin Hooda. Gdy w Storybrooke pojawił się Robin Hood ze Świata Życzenia, oznajmiła poprzez Reginę, że nie będzie mieć praw do jej córki. Oboje z Robinem ustalili nawet, że wyjadą ze Storybrooke. Na granicy miasta, z córką i zamienioną w węża w klatce Złą Królową (serum), zostali powstrzymani przez Reginę. Zelena pomogła znaleźć siostrze drogę do złamania naprzemiennej klątwy snu na jaką cierpieli Mary Margaret i David. Fiona, „Czarna Wróżka” zaoferowała też Zelenie sojusz, ale ta odrzuciła go, co zaowocowało zastraszeniem jej i dziecka. W odpowiedzi, sama chciała pokonać Fionę, ale wróżka skierowała magię Złej Czarownicy z Oz na kryształy wróżek i uzbroiła je w mroczną magię, co dało Fionie niewyczerpalne źródło magii. Regina dowiedziała się o tym i zasugerowała siostrze powrót do Oz, ale zamiast tego, Zelena zdołała przejąć stamtąd Karmazynowe Serce. Pozwoliła, by wchłonęło całą jej magię, co rozbroiło kryształy. Pomimo trudnej ścieżki przyzwyczajenia się do życia bez magii, Zelena uratowała Reginę przed Fioną gdy potrąciła ją autem. Udała się też na ślub Hooka i Emmy, do czasu gdy wszyscy zostali pochłonięci przez czarną klątwę matki Golda. Przeniosła Zelenę do rozpadającego się Oz, z którego uciekła do Zaczarowanego Lasu przez kapelusz Jeffersona. Tam apokalipsa też uderzyła, ale nie dosięgnęła ich, gdyż Fiona zginęła z ręki syna co sprowadziło Zelenę z pozostałymi do Storybrooke. Tam mogli być świadkami Ostatecznej Bitwy, gdzie dobro i zło podjęło słuszną decyzję, po czym Zelena mogła wreszcie w spokoju wychowywać małą Robin. Zelena ponownie zamieszkała z siostrą w jej posiadłości.
Sezon 7
Zelena została odnaleziona przez nastoletnią Robin z przyszłości, by pomogła swemu siostrzeńcowi, jego żonie i dziecku z przyszłości w pokonaniu Rumplestiltskina (Świat Życzenia). Weaver dokonał tego, poświęcając swe życie, a Zelena wróciła do Storybrooke i wymazała sobie pamięć o wydarzeniach, by historia mogła się potoczyć swym torem. Przed podążeniem za Henrym w Magicznym Lesie, Regina podarowała swej siostrzenicy książkę z magią Cory. Robin zaczęła się jej intensywnie uczyć, co poróżniło ją z matką, przez co uciekła pod skrzydła Matki Gertrudy. Zelena przybyła do Magicznego Lasu i znowu pokłóciła się z Reginą, ale Hook (Świat Życzenia) pomógł jej w poszukiwaniach. Robin odrzuciła prośbę matki, by wróciła z nią do domu, ale złamana Zelena nie poddała się dzięki wsparciu nowego pirata. Chciała poświęcić za nią swe życie w rytuale wskrzeszenia Madame Leoty. Robin – strzałą z łuku – odrzuciła amulet do rytuału, przez co obie czarownice z Gertrudą zniknęły. Robin zadowoliła się praktykami ze strzelania, a matce oddała swą magię przechowywaną dotychczas w amulecie. Założyły dom a Robin – która w krótkim czasie osiągnęła 25 lat – zakochała się w Alicji. Regina zwróciła się do siostry po tym jak Matka Gertruda wraz z Zakonem Ośmiu Wiedźm odczarowała Drizellę Tremaine z kamienia. Regina zaproponowała walkę wiedźm i nawet udało się obu odebrać Drizelli mroczną klątwę. Do czasu gdy bezradna Regina musiała rzucić klątwę, gdyż Henry został otruty i zmarłby w tej krainie. Zelena próbowała ją powstrzymać, ale Hook (Świat Życzenia) przekonał ją, że zrobiliby to samo dla swych dzieci.
W Hyperion Heights Zelena stała się Kelly West. Wraz z Roni prowadziły bar. Wyprowadziła się z Hyperion Heights po tym jak doszło do kłótni między nią, a siostrą na temat Margot. Osiadła w San Francisco, gdzie stała się instruktorką jazdy na rowerze i zaręczyła się z Chadem. Roni, już jako przebudzona Regina, przyjechała do niej i sama ją wyrwała z klątwy za pomocą odpowiedniego eliksiru. Kelly zgodziła się pokonać Eloise Gardener i Ivy Belfrey. Gdy nie udało się obudzić Lucy za pomocą pocałunku prawdziwej miłości, siostry stanęły przed dylematem: Lucy umrze jeśli nie przełamią klątwy, ale jeśli to zrobią, Henry czeka taki los. Obie był zdeterminowane ocalić obu. Eloise zaproponowała Kelly oddanie amuletu wskrzeszenia za życie Lucy. Znalazły go we wspólnym szyldzie baru, ale Victoria Belfrey zdążyła go im odebrać. Gdy trafiły do szpitala, zobaczyły przebudzoną Lucy i domyśliły się, że Victoria musiała oddać życie, by do tego doszło. Po jej śmierci, w mieście pojawił się ponownie Baron Samedi (wcześniej dr Facilier). Weaver zdradził Ron i Kelly – po morderstwach dr Sage (Nisreen Slim) i Hildy Braeburn – informacje, że ktoś morduje członkinie Zakonu Ośmiu Wiedźm. Kelly zniszczyła plan Roni, by za pomocą Lucy dowiedziały się co zamierza Samedi. Roni przeprosiła za okłamywanie siostry, a do matki, do baru, powróciła Margot z dalekiej Azji. Sama, nie mogąc podzielić się prawdą z córką, przez krótki czas były skłócone. Kelly otrzymała prezent od „cukierkowego zabójcy” i zrozumiała, że jest następnym celem mordercy wiedźm. Udała się do Weavera po pomoc, a ten zwrócił jej stary wisior z Oz. Natomiast zabójca – Nick Branson – sprowadził nawet Chada do miasta, by schwytać swą ofiarę. Kelly pokonała napastnika w barze i wyjaśniła sprawy z Chadem, który zaakceptował jej przeszłość. Kelly oddała wisior do Margot z obietnicą, że wszystko się kiedyś wyjaśni i sama wróciła z narzeczonym do San Francisco. Jakiś czas później wróciła do Storybrooke na koronację swej siostry na pierwszą elekcyjną królową Zjednoczonych Światów (m.in. Oz, Nibylandia, Arendelle, Olimp, Magiczny Las, Kraina Czarów, Zaczarowany Las) leżących obok Storybrooke.

## Męskie

### Baelfire/Neal Cassidy
Baelfire „Bae” / Baelfire Darling / Neal Cassidy (Michael Raymond-James; Dylan Schmid jako nastoletni Baelfire i Sebastian Wilkinson jako dziecko) to syn Rumplestiltskina/pana Golda i Milah.
Przeszłość w Zaczrowanym Lesie
W Zaczarowanym Lesie przed pierwszą klątwą Baelfire urodził się jako syn Milah i Rumplestiltskina w trakcie jednej z wojen z ogrami, gdy jego ojciec uciekł z pola bitwy. Jego narodziny przepowiedziała Rumple’owi pewna jasnowidzka. Rodzicom udało się uratować chłopca przed śmiertelnymi skutkami ukąszenia węża, co jeszcze bardziej ich porózniło. Mąż Milah prosił ją, by wróciła do domu, ale odmówiła, do czasu gdy mały Balefire (Sebastian Wilkinson) wszedł do piwiarni i zrobił to samo. Zobaczył wtedy kapitana Killiana Jones. Koniec końców jego matka uciekła na statek piracki. Innym we wiosce kazała wierzyć, że została porwana. Rumple, który nie był zdolny walczyć o nią na pokładzie statku, powiedział synowi, że zmarła. Rumplestitskin był dobrym ojcem dla Baelfire’a. By powstrzymać księcia i jego żołnierzy przed powoływaniem chłopca do armii, zabił przepotężnego czarnoksiężnika o imieniu Zoso, zwanego też Mrocznym. Zrobił to sztyletem, który jako jedyny mógł kontrolować maga i dawał mu moc. Nie przewidział tego, że sam stanie się Mrocznym. Na oczach syna, skręcił kark całej komisji poborowej. Wkrótce też Mroczny wkroczył na pole bitwy i przerwał wojnę ludzi z ogrami. Rozsadził ich swą magią, ale wojownik o imieniu Beowulf unaocznił mu, że jego własny syn może się pogrążyć w mroku. Po tym jak Baelfire kazał mu zabić wojownika przez sztylet, mroczny podał mu eliksir zapomnienia, by jeden z nich był silny i dobry. Balefire spotkał chłopca z Hameln, który ujawnił mu, że Rumple wcale mu nie ufa. Baelfire dostrzegł, że ojciec zmienił się, gdy magia go przeniknęła. Od Reul Ghorm otrzymał magiczną fasolkę do Świata Bez Magii, gdzie zamierzał się udać z ojcem, ale ten porzucił go, gdyż wybrał potęgę swego sztyletu.
Przeszłość w XIX-wiecznym Londynie i Nibylanii
Bae trafił do XIX-wiecznego, wiktoriańskiego Londynu. Zaprzyjaźnił się z Wendy Darling, a następnie został zaadoptowany przez jej rodziców, Mary (Karin Inghammer) i George’a (Andrew Airlie). W zamian za to, poświęcił się. Cień chciał, by Wendy została rodzielona ze swoimi braćmi, Johnem i Michaelem i zamiast ich, sam został porwany do Nibylandii. Tam trafił na pokład statku kapitana „Hooka”. W Nibylandii jego wybawca początkowo chciał się zaprzyjaźnić z synem swego wroga. Baelfire powiedział mu o sztylecie Mrocznego, a ten początkowo nie oddał go „Zagubionym Chłopcom” z Felixem na czele. Gdy Bae odkrył prawdę o losie jego matki i pragnieniu zemsty pirata na ojcu, odszedł ze statku. Przejął go Felix i po porównaniu go z wizerunkiem pewnego chłopca, uznał, że będzie żył. Baelfire stworzył sobie w Nibylandii nowy dom, ale zdołał ją opuścić tą samą drogą, jaką tu przybył, używając Cienia. Piotruś pozwolił mu na to, ale nie wiadomo dlaczego to zrobił oraz jak długo spędził na wyspie.
Przeszłość w Krainie Bez Magii
Trafił ponownie do Krainy Bez Magii. W 2001 rok dorosły już Baelfire ukradł żółtego Volkswagena Garbusa, który to stał się jego sypialnią. Gdy był w środku auta, w Portlandzie, 18−letnia Emma Swan włamała się do tego auta. Wkrótce zakochali się w sobie i okradali ludzi, by tak się utrzymać. W końcu Neal postanowił zacząć normalne życie, już nie jako złodziej. Zdecydowali razem, że osiedlą się w Tallahassee. Na ich przeszkodzie stanął fakt, że Neal był poszukiwany za kradzież drogich zegarków, które były ukryte w przechowalni na dworcu kolejowym. Emma odebrała owe zdobycze i mieli się spotkać w określonym miejscu po tym, jak Neal znalazłby kupca na przedmioty. Wtedy poznał Augusta Wayne’a Booth. Ten wiedział, że Neal to Baelfire i po rozmowie z nim, Neal zadzwonił na policję, by zgłosić Emmę, a sam uciekł do Vancouver w Kanadzie. Po jakimś czasie kazał przekazać Emmie auto i dużą kwotę pieniędzy i przyrzekł Augustowi, że nie będzie się z nią kontaktować dopóki nie złamie klątwy. Neal osiadł w Nowym Jorku, a 9 lat później August przyjechał do niego z wiadomością, że Emma już jest w Storybrooke, gdyż sam zamienia się w drewno. Neal wiedział, że złamanie klątwy będzie oznaczac spotkanie z własnym ojcem, ale też Emmą. Następnie spotkał, „przez przypadek” Tamarę, która stała się jego dziewczyną.
Sezon 2
W Świecie Bez Magii po złamaniu pierwszej klątwy August przysłał Nealowi kartkę ze Storybrooke z napisem „złamana”.
Krótko potem Emma odnalazła mężczyznę, dzięki jego ojcu. W swoim mieszkaniu sam usłyszał od Emmy, że Henry Mills jest jego synem, a pan Gold – dawniej Rumplestiltskin – dziadkiem chłopca. Emma tym samym wypełniła umowę z Goldem, a Henry nawiązał kontakt z ojcem. Neal chciał pokazać synowi miasto i zignorować ojca, ale gdy ten został zaatakowany zatrutym snocieniem z Nibylandii przez Hooka, postanowił popłynąć z nim i Emmą oraz Henrym do Storybrooke. Tylko magia mogła go ocalić od tak zabójczej rośliny. W Storybrooke podjął walkę wraz z Davidem Nolan, Mary Margaret Blanchard i Emmą u boku przeciw Corze i Reginie Mills. Po klęsce i śmierci tej pierwszej, córka kobiety zapragnęła zemsty na Mary Margaret, ale syn Neala zdołał przekonać adopcyjną matkę do zaniechania swego celu. Emma i Henry poznali Tamarę. Córka Śnieżki wyczuła od niej coś niedobrego, ale Neal próbował bronić swej dziewczyny. Po przemianie Auugsta w małego Pinokia, dawni kochankowie starli się z Tamarą w starej puszkarni. Tam Tamara, po walce z Emmą, wyznała, że nigdy go nie kochała, po czym rzuciła im pod nogi magiczną fasolkę. Neal i Emma wyznali sobie miłość po czym ranny mężczyzna od kuli z pistoletu Tamary wpadł do Zaczarowanego Lasu. Tam Aurora, Mulan i Filip zaopiekowali się nim.
Sezon 3
Po opatrzeniu ran, udał się do dawnego pałacu swego ojca wraz z Mulan. Tam poznał Robin Hooda i bezwiednie otworzył sekretny schowek swego ojca, gdzie w kryształowej kuli z Oz zobaczył Emmę. Znajdowała się w Nibylandii, do której Neal trafił dzięki Cieniowi, sprowadzonemu tu przez syna Robin Hooda, Rolanda (Raphael Alejandro).
Na miejscu spotkał swego ojca. Po wyjaśnieniu nieporozumień – Gold sądził, że jego syn nie żyje, podjęli kroki, by ocalić Henry’ego. atramentem kałamarnicy unieruchomił Piotrusia Pana, co umożliwiło im odbicie chłopca. Gdy Piotruś wyznał Nealowi o tym co tak naprawdę zamierza zrobić Gold z Henrym – pozbawić życia bo stanowi zagrożenie – Neal sam unieruchomił potężnego ojca tą samą substancją. Przez to wpadł w sidła sił Piotrusia. Władca Nibylandii kazał umieścić Neala w Jaskini Echa, na skale, która była oddzielona od wejścia wielką przepaścią. W niej trzeba było wyjawić prawdę, by uwolnić więźnia. Po Hooku i swych rodzicach, Neal usłyszał od Emmy, że nigdy nie przestała go kochać, odkąd ujrzała go w Nowym Jorku. Teraz – gdy sądziła, że zmarł – miała nadzieję, że naprawdę nie żyje. Byłoby wtedy jej łatwiej o wszystkim zapomnieć. To uwolniło go z klatki i sam jej przysiągł, że nie przestanie o nią walczyć. Emma, Neal i Hook udali się do Mrocznej Kotliny. Tam pokłócili się o Emmę, gdy ta zamknęła Cień w kokosie ze świeczką. Neal pokazał Dzwoneczkowi kokos z cieniem. Wtedy spotkał się z ojcem i wyjawił wszystkim jego cel. Natomiast oswobodzona Wendy Darling wyjawiła im plan Piotrusia. Razem z Emmą i Regina udali się na pobliską Wyspę Czaszki, gdzie nie zdołali przekonać zmanipulowanego Henry’ego do współpracy. Chłopiec oddał mu swoje specjalne serce „najprawdziwszego wierzącego”. Regina zdołała odzyskać serce adoptowanego syna, które mu zwróciła, a puszkę oddała Nealowi. Ten uwolnił ojca z więzienia i wybaczył mu, ponieważ go szukał i nie był taki jak dziadek, Piotruś. Wszyscy wrócili do Storybrooke za pomocą Cienia przytwierdzonego przez Reginę do masztu Hooka.
W Storybrooke, w „barze u Babci”. Hook zdecydował, że ustąpi Emmę Nealowi. Sam stwierdził, że jest cierpliwy bo pozostawało pytanie czy ona mu wybaczy porzucenie. Neal umówił się na spotkanie w cztery oczy z Emmą, ale ta nazajutrz nie stawiła się. Postać Cienia została uwolniona przez Piotrusia–Henry’ego i ten wyrwał cień Matki przełożonej, uśmiercając ją na miejscu. Neal i Hook poszli po świeczkę, by ponownie uwięzić stwora. Przy wejściu do krypty Reginy, Neal przytulił się do Henry’ego–Piotrusia. Wszyscy wdarli się do środka i dowiedzieli się, że Piotruś w ciele Henry’ego ukradł Mroczną Klątwę. Grupa obmyśliła plan, by z pomocą Czarnej Różdżki zamienić ciała Henry’ego z Piotrusiem. Tym sposobem pierwszy z nastolatków miał przynieść im klątwę, a Regina przejęłaby nad nią kontrolę. Różdżkę przekazała sama Matka Przełożona po tym, jak Dzwoneczka spaliła Cień, co zwróciło jej życie. Tymczasem plan się udał i Henry trafił do swego właściwego ciała, po czym przyniósł zwój Reginie. Piotruś – po rozprawieniu się z synem – przyszedł do Reginy, Babci Lucas, Mary Margaret, Davida, Emmy, Belle, Neala i Hooka stojących na ulicy. Odebrał im zwój i zamroził. Chciał ich zabić, ale Gold – chwilowo pozbawiony magii przez swego ojca – uznał, że czas zakończyć ich sprawy i zapłacić wymaganą cenę. Pożegnał się z synem i Belle, po czym zabił swego ojca. jego własny cień przyleciał do niego ze swym sztyletem, który został wbity w plecy Piotrusia. Gold także zginął. Natomiast klątwa Piotrusia, dzięki Reginie, przeniosła wszystkich – oprócz Emmy i Henry’ego, z którymi reszta się pożegnała – do Zaczarowanego Lasu.
Baelfire i Belle wkrótce po przybyciu, podążyli do pałacu Złej Królowej. Baelfire usłyszał od Hooka, że klątwa sprowadziła nie tylko ich, lecz także wszystkie przedmioty. Wraz z Belle podjęli się pracy nad wskrzeszeniem Rumplestiltskina. Na miejscu dowiedzieli się także – po nieudanym ataku latającej małpy na Rolanda (Raphael Alejandro) – o nowym złoczyńcy w krainie, Złej Czarownicy z Zachodu. Belle i Neal zostali oszukani przez Lumière, szantażowanego przez Złą Czarownicę. Udało im się wskrzesić Rumplestiltskina za cenę życia Neala. Mroczny wchłonął w siebie syna, by go ratować, dzięki czemu sztylet Mrocznego przejęła Zła Czarownica. W dniu rzucenia Mrocznej Klątey przez Śnieżkę, by Emma mogła uratować wszystkich przed przyrodnią siostrą Reginy, Neal wyrwał się na krótko z ciała ojca i posłał buteleczkę z eliksirem przypomnienia pamięci do kapitana Hooka. Ten miał ją przekazać Emmie, która straciła pamięć z pobytu w Storybrooke.
W Storybrooke podczas drugiej klątwy Neal i Gold utkwili w jednym ciele, nie pamiętając tego jak się tam znaleźli. Zdradzali objawy szaleństwa, gdyż ich osobowości mieszały się w jednym ciele. Mary Margaret, Emma i David powiedzieli Belle o tym, że Gold został wskrzeszony. Gold/Neal uciekli z klatki Złej Czarownicy i włamali się do lombardu. Tam trafili do szpitala. Emma zauważyła na jego dłoni wypalony znak, a Belle miała go odszukać. Znalazła symbol, a Neal podziękował Hookowi za dostarczenie wiadomości do Emmy. Zanim wyszedł ze szpitala, Hook przytulił go. Przypomniał sobie, że kiedyś opiekował się nim i napsuli sobie krwi o kobietę, po czym pozwolił mu odejść. Neal zmienił się w Golda. Natomiast tuż po tym jak Emma i David dostrzegli i ścigali Mrocznego, ten ponownie zmienił wygląd na Neala. Przez telefon, Belle powiedziała Emmie, która stała przy Nealu, że znak widnieje na kluczu, który wskrzesza Mrocznego, za cenę oddania własnego życia. Emma rozdzieliła ich ciała, przez co Neal zmarł. Belle rozpaczała po tej nowinie i Mary Margaret ją uspokajała. Emma z Davidem natomiast dowiedzieli się jak wygląda tutaj i kim jest Zła Czarownica z Zachodu.
Sezon 5
Neal pojawił się w wizji Emmy, w drodze do Krainy Umarłych podczas trzeciej klątwy. Spytał o Henry’ego i ostrzegł ją, by nie podążała do Zaświatów, gdyż trudniej będzie się stamtąd wydostać. To się miało skończyć inaczej, niż sobie to wyobrażała. Wyjawił jej, że jest w miejscu gdzie jest szczęśliwy, na górze Olimp. Natomiast Killian trafił do krainy Hadesu, do miejsca ludzi z niedokończonymi sprawami. Podkreślił, by się wycofała, póki jeszcze może. Emma odmówiła, ale Neal dodał, że kochał ją, kocha i zawsze będzie ją darzyć tym uczuciem, po czym odszedł od niej.

### Hook (Świat Życzenia)/Rogers
kapitan Killian „Hook” Jones (Świat Życzenia; Colin O’Donoghue) – postać fikcyjna, oparta na podstawie powieści „Piotruś Pan”. Główny bohater 7. sezonu serialu „Dawno, dawno temu”.
Przeszłość
Tuż przed rzuceniem klątwy, Hook zawarł układ ze Złą Królową (Świat Życzenia), który miał mu umożliwić zemstę na Mrocznym. Hook udał się tam z Williamem Smee i zdobył kwiat dzięki informacjom od uwięzionej w wieży Roszpunki. Spędził z nią noc, podczas której zaszła w ciążę i urodziła dziewczynkę. Matka Gertruda zrzuciła powłokę Roszpunki i porzuciła swą córkę. Hook zostawił statek Smee, by odwiózł królową, a sam został, by zaopiekować się swym dzieckiem, Alicją. Trwał przy niej do czasu gdy stała się nastolatką. Spotkał się z uwięzionym Rumplestiltskinem (Świat Życzenia), a ten nakierował go na Ahaba, od którego zyskał hak z mogący uwolnić każdego z jakiegokolwiek więzienia. Gertruda zatruła pocisk Ahaba klątwą Zatrutego Serca i ten drasnął go w ramię. Przez co rozdzieliła go z córką. Jakiś czas potem spotkał na swojej drodze Lady Tremaine. 30 lat później on i Emma Swan spotkali się w Świecie Życzenia, gdy chciał ją „uratować” przed inną Złą Królową i dorosłym Pinokiem, ale ta go ogłuszyła i odesłała na „Jolly Roger”. Hook stracił nadzieję na połączenie się z córką i próbował odebrać sobie życie, ale Ariel (Świat Życzenia) powstrzymała go i zwróciła na właściwe tory. Gdy otrzymał wiadomość od dorosłego Henry’ego, zarezerwowaną dla Killiana „Hook” Jones, podążył do Magicznego Lasu. Zamierzał zająć miejsce Killiana u boku Emmy, by prawdziwa miłość go uleczyła. Odmłodził się nawet u Lady Tremaine za pomocą jej różdżki od matki chrzestnej pasierbicy. Wycofał się z tego, gdy usłyszał o ciąży Emmy. Zaczął szukać własnej córki, z pomocą Reginy i Henry’ego. Dołączył do ruchu oporu Tiany. Ewentualnie połączył się z Alicją, ale ich serca wciąż pozostały przeklęte. Hook zmówił się z Czarnobrodym (Świat Życzenia), by za 33% skarbu legendarnego Davy Jonesa, jego przyjaciel Henry Mills mógł zdobyć swój własny, wyjątkowy pierścionek dla Elli „Kopciuszka”. Czarnobrodemu wymsknęło się, że wie o Elli, a Henry był wściekły na Hooka. Do czasu gdy zabrany ze skrzyni pierścień dla narzeczonej Davy Jonesa rozpętał burzę. Henry zrozumiał, że Ella chce, by wrócił bezpiecznie, dlatego wrzucił pierścionek do wody, gdy Hook uratował załogę statku dowodząc nim. Gdy urodziła się Lucy, Drizella ogłosiła wszystkim zebranym, że za 8 lat rzuci mroczną klątwę. Kropla krwi jej matki zmieniła ją jednak w posąg. Hook zgłosił się z Ellą i Henrym, by pomóc Tianie, mającej być królową, w zadaniu jakie przekazał jej Facilier. Spotkali na swej drodze księcia Naveen. Gdy Robin wpadła w kłopoty z powodu Matki Gertrudy, Hook był wsparciem dla Zeleny w Magicznym Lesie, by walczyła o córkę. Dzięki temu przeciwstawili się Gertrudzie i Madame Leota, a Robin oddała swą magię matce. Hook korespondował z córką, a Robin była ich listonoszem. widząc szczęście córki, zabronił panu Gold zbliżać się do Alicji. Nawet jeżeli ona miała być Strażnikiem mrocznej magii, która uwolni go od nieśmiertelności i czarnej magii. Gdy jednak dostrzegł, że Gold dokonał altruistycznego gestu – zabronił Alicji przejęcia swych mocy, gdyż byłoby to dla niej więzienie – pogodził się z mrocznym. Czar rzucony na Drizellę został odczyniony przez Zakon Ośmiu Wiedźm z Matką Gertrudą na czele. Mrocznej klątwy nie dało się powstrzymać, ale Hook i tak odszukał Golda i chciał wiedzieć czy jest jednak jakiś sposób. Mroczny zaprzeczył i wręczył mu tylko małego słonia z kości słoniowej, który pozwoli mu zachować jego najcenniejszy związek „ojciec-córka” z Alicją. Gold zrobił to dla Alicji, ale gdy Regina została zmuszona przez Drizellę do rzucenia klątwy przez otrutego Henry’ego, Hook wręczył słonika Elli „Kopciuszkowi”, by mogła być wciąż matką dla 8-letniej Lucy.
Sezon 7
Hook stał się policjantem w Hyperion Heights i pomógł znaleźć auto dorosłego Henry Mills oraz przybraną wnuczkę Victorii Belfrey, Lucy Vidrio. W zamian otrzymał promocję na detektywa i partnera do współpracy, Weaver. Victoria chciała się pozbyć Henry’ego z miasta i, by to osiągnąć, miał zostać zamieszany w kradzież. Zamiast tego, sam zaczął prowadzić śledztwo przeciw niej i wciągnął w nie Roni z Henrym. Aresztował jednego z jej współpracowników, Michaela Griffiths (Simon Arblaster), ale Weaver uwolnił go w zamian za współpracę. W swych poszukiwaniach zaginionej Eloise Gardener znalazł mężczyznę (Sandy Robson) z tatuażem podobnym do tego w jej notatkach. Odszukał jego adres, ale zastał tam tylko jego zwłoki. Połączył poszlaki i wskazały one Victorię jako odpowiedzialną za porwanie. Mimo błędnych informacji od Tilly, wyśledził ją i odnalazł Eloise Gardener po czym ją uwolnił. Victorię aresztowano, a policjanci pochwalili go za jego pracę. Po wypuszczeniu Victorii na wolność, Rogers przejrzał archiwa policyjne, znajdując hak z poprzedniej osobowości i teczki osobowe połowy mieszkańców Hyperion Heights. Jacinda przedstawiła mu nóż – sztylet Mrocznego – dzięki któremu włamanie i podpalenie ich kuchni było możliwe. W końcu zmierzył się z Weaverem i ten wyjawił, że jest rozdzielony ze swą żoną, Belle. Teraz chce do niej wrócić. Rogers zgodził się mu pomóc. Tilly pokazała Rogersowi znak Zakonu Ośmiu Wiedźm, taki sam jaki miała Eloise Gardener w swoim dzienniku. Pokazali go Weaverowi, a ten tylko stwierdził, że one tu są. Weaver przekazał mu informację, że Eloise jest liderką sekty, a sam przekonał się do tego, gdy zobaczył Victorię Belfrey, martwą na kolanach Ivy w ogrodzie botanicznym, jako ofiarę tajemniczego rytuału Eloise. Kolejną sprawą jaką się zajęli było morderstwo dr Sage (Nisreen Slim) i Hildy Braeburn. U obydwu zniknął pukiel włosów i były członkiniami kultu, a przy ostatniej ofierze znaleźli Tilly ze skalpelem. Tilly oczyszczono jednak z zarzutów dzięki kamerze miejskiej, a Rogers zaproponował dziewczynie mieszkanie u siebie. Po tym jak Ivy opuściła Hyperion Heights, Rogers i Weaver zbadali parking, na którym została zaatakowana przez „Cukierkowego Zabójcę”. Henry nakierował ich na to, że morderca myśli, że jest Jasiem z baśni, skoro sam poprawił jego historię o Małgosi z Oz. Dopiero zniknięcie Henry’ego i krótkie wiadomości jakie Jacinda Vidrio otrzymywała od niego – nazywana per „J” – oraz wspomnienie blizn Nicka, doprowadziło do połączenia faktów. Branson jako „cukierkowy zabójca” został jednak obezwładniony przez Kelly i aresztowany. Krótko potem Weaver i Hook odkryli, że morderca nie żyje. Henry i on odkryli w jego mieszkaniu obecność Drew, który ostrzegł detektywa, przed niewyobrażalną mocą barona Samedi. Rogers przejrzał raport z sekcji Bransona i według niego został dźgnięty nożem od wewnątrz. Drew przekazał mu najważniejsze informacje na temat tego czym zajmował się Nick, że Eloise jest przywódczynią wiedźm. Usłyszał też od skonfundowanej Tilly rewelacje o Eloise, która przyznała się do bycia jej matką. W domu Henry’ego, gospodarz zaczął myśleć, że wszystko z jego książki jest prawdą. Rogers z Tilly zostali oszukani, gdy Eloise sprowadziła ich do teatru, gdzie miała przeprowadzić zaklęcie, sprowadzające magię do tego świata. Gardener wyjawiła córce, że nie zabił jej ojca, lecz jest nim Rogers. Tilly zgodziła się uczestniczyć w rytuale czarownic pod groźbą życia Rogersa. Gdy ten próbował do niej podejść, klątwa w jego sercu się aktywowała. Weaver, na stacji policyjnej, przekonał go do tego, że magia istnieje i udali się po pomoc Margot. Przełamanie klątwy przez Henry’ego zwróciło wszystkim wspomnienia i zakończyło rytuał. Rogers podszedł do Tilly i wsparł ją w chwili zmierzenia się z matką. Eloise została zamieniona w drzewo i wszyscy mogli się cieszyć ze złamania klątwy, oprócz Rogersa. Ten trafił na krótko do szpitala, po czym Henry przekazał im, że Rumplestiltskin (Świat Życzenia) porwał jego rodzinę. Przez dwukierunkowe lustro, Rogers i Weaver trafili do życzeniowej wersji domku Golda/Rumplestiltskina. Od Ariel (Świat Życzenia) uzyskali nieco tuszu kałamarnicy, by unieruchomić nowego wroga. Roni i Henry trafili do życzeniowego zamku Mrocznego, gdzie Jacinda i Lucy zostały zaklęte w zaśnieżonej kuli. Weaver i Roni mieli powstrzymać przeciwnika, a sami mieli szukać zaklęcia, by przełamać impas. Rogers został jednak ogłuszony, gdy Henry udał się po pióro Autora. Rumplestiltskin (Świat Życzenia) przejął je i ręką Henry’ego (Świat Życzenia) wymazał magię Strażników czarnej magii. Rogers, Weaver i Henry trafili do środka kuli, gdzie oznajmił obdartemu z mocy Weaverowi, że się nie podda. Alicja przeniosła im do wnętrza hak z Maui, który rozbił szkło co ich wydostało. Na zewnątrz spotkali Tilly, Margot i Zelenę ze Storybrooke, z innego czasu. Mary Margaret Blanchard i David Nolan udzielili im pomocy i ostrzegli, że ten mroczny planuje pozamykać ich w osobnych wymiarach–celach. Rogers pobłogosławił Margot w jej planach poślubienia Tilly. Natomiast Weaver zamierzał wyrwać serce swemu alter ego, ale podczas walki Roni z królem Henrym (Świat Życzenia), portale otworzyły się. Rogers nie chciał, by Tilly zniknęła w jednym z nich i chwycił ją za dłoń, czując wielki ból. Po zamknięciu się ich, padł na ziemię. Dopiero serce Weavera przywróciła Rogersa do życia i pokonała Rumplestiltskina. Detektyw podziękował swemu przyjacielowi. Gdy Ron rzuciła mroczną klątwę z kawałków serc tych, których kocha i ją kochają, połączyła wszystkie krainy obok Storybtrooke. Rogers był obecny na koronacji Roni na pierwszą elekcyjną królową Zjednoczonych Krain.

### Jiminy/Archie Hopper
Jiminy / Archibald „Archie” Hopper (Raphael Sbarge; Morgan Roff jako nastoletni Jiminy i Adam Young jako dziecko) to sumienie mieszkańców Zaczarowanego Lasu lub Storybrooke, a także opiekun Gepetta/Marco. Postać oparto na podstawie powieści „Pinokio” oraz postaci Rogera Radcliffe z powieści „101 dalmatyńczyków”.
Przeszłość
W Zaczarowanym Lesie przed pierwszą klątwą dzieciństwo i dorosłe życie Jiminy’ego zostało silnie naznaczone przez jego ojca i matkę, Myrnę i Martina. Po tym co zrobił rodzicom (Laura Bertram i Luke Camilleri) pewnego chłopca, poprosił Niebieską Wróżkę, by zmieniła czar. Nie mogła tego uczynić, ale zaproponowała, by był przewodnikiem dziecka. Wybrał bycie tym kim chce, a Wróżka domyśliła się o co mu chodzi gdy świerszcze zaczęły wydawać swe odgłosy. Zmieniła go w jednego z nich i kazała mu znaleźć chłopca. Dodała, że jego imię to Gepetto. Śnieżka wypiła eliksir zapomnienia, który zmienił ją w zirytowaną i wredną kobietę. Jiminy został sprowadzony do chatki krasnoludków przez Gburka. Na miejscu, namówił ją, by wysłuchała swych współlokatorów. Kiedy chciał, by nie wyżywała się na przyjaciołach, bezwiednie podsunął jej myśl zabicia samej Złej Królowej. Śnieżka nakryła go kloszem od owoców. Jiminy zjawił się później u Księcia z Bajki i przeciął więzy, założone na niego przez Śnieżkę. Książę – mówiąc, że oddałby za nią życie, byle tylko nie stała się zła – złamał działanie eliksiru pocałunkiem prawdziwej miłości. Po klęsce sojuszu króla George’a ze Złą Królową, ta ostatnia znalazła się – jako więzień – w rękach Śnieżki i Księcia. Jiminy uczestniczył w dyskusji nad losem Królowej, która została tymczasowo pozbawiona magii przez Niebieską Wróżkę. Wyraził obawę, że Regina nigdy się nie zmieni. Nie zgodził się na sugestię Babci, by wygnać ją do innego świata, a przez to skazać tamtych mieszkańców na ich cierpienie. Wbrew opinii Śnieżki, milcząco poparł wniosek o egzekucję więźniarki wysunięty przez Księcia. Tuż przed planowaną śmiercią, zachęcił ją do wygłoszenia własnego zdania. Usłyszał, że żałuje, iż nie zabiła Śnieżki, a po chwili widział jak wykonanie wyroku zostało zaniechane przez Śnieżkę, z pomocą Wróżki. Reul Ghorm odwiedziła Gepetta. Poprosiła, by wystrugał szafę z ostatniego zaczarowanego drzewa. Śnieżka i jej dziecko miało przez nią przejść, by w wieku 28 lat złamać klątwę Złej Królowej. Zegarmistrz dowiedział się, że owa klątwa dosięgnie jednak wszystkich, przez co zażądał, by to jego syn był jednym z dwójki, które zostaną ocalone. Jiminy chciał go od tego odwieźć, ale został „sparzony” odpowiedzią, że sam nigdy nie spłacił długu z jego dzieciństwa za krzywdę wyrządzoną jego rodzicom. Na kolejnej naradzie sprzeciwił się sugestii księcia, by zabić Królową, ponieważ „zło zawsze rodzi zło”. Śnieżka zaczęła rodzić. Niebieska Wróżka kazała Gepettowi powiedzieć prawdę małżonce Księcia z Bajki i pozwolić matce z córką być razem. Jiminy chciał powstrzymać swego podopiecznego, ale Gepetto był zdecydowany zrobić swoje. Jiminy za to ostrzegł Pinokia, że czeka na niego wiele pokus. Dopóki jednak będzie bezinteresowny, odważny i prawdomówny to nie zawiedzie.
Sezon 1
Jiminy został zabrany przez klątwę do Storybrooke. Tak jak innym mieszkańcom, wyczyszczono mu pamięć, lecz wrócił do swej ludzkiej formy. Stał się właścicielem dalmatyńczyka o imieniu Pongo oraz doktorem psychologii. Osiemnaście lat później podsunął Reginie, by zaadoptowała dziecko, gdyż to wypełni pustkę w jej sercu. Po adopcji Henry’ego Millsa, podzieliła się swymi obawami z doktorem, że biologiczna matka Henry’ego przyjedzie kiedyś po niego. Uspokoił ją, że powinna się cieszyć tym co ma, a nie martwić o przyszłość bo to przesłoni jej szczęście. Dziesięć lat później Archie został terapeutą młodego Henry’ego, ponieważ młody syn Reginy zaczął głosić teorie, że mieszkańcy miasta są baśniowymi postaciami. Chłopiec opuścił jedną z sesji i sprowadził tutaj z Bostonu swoją matkę, Emmę Swan. Archie spotkał go i spytał się gdzie był. Henry skłamał, że udał się na wycieczkę. Archie przypomniał mu ich zasadę, że „zło rodzi zło”, a Emma im przerwała, by odwieźć go do jego adopcyjnej matki. Emma postanowiła tu zostać, a z chwilą gdy otrzymała klucz do pokoju od Babci, czas w miasteczku i innych światach – także Zaczarowanym Lesie – ruszył z miejsca. Archie zauważył, że zegar ponownie zaczął bić. Później został zmuszony przez Reginę do gry, by wyrzucić Emmę z miasta, poprzez wręczenie jej akt syna i oskarżenie kobiety o kradzież. Plan się udał, ale Emma sprytnie odwróciła sytuację i przystała na „operację kobra”, czyli działania mające złamać klątwę.
Henry wspomniał Archiemu, że był on kiedyś Jiminym, świerszczem oraz sumieniem wszystkich ludzi. Gdy Emma przyjęła do Grahama odznakę szeryfa, zatrzęsła się ziemia wokół kopalni. Regina chciała zasypać szyby, wyrównać teren i wybrukować. Henry próbował ją powstrzymać z pomocą Emmy i terapeuty. Natomiast Regina kazała doktorowi brutalnie pozbyć się wszystkich „urojeń” Henry’ego pod groźbą utraty biura i domu. Archie praktycznie przekazał słowa Reginy swemu pacjentowi, określając pomysły Henry’ego jako bzdury, przez co chłopiec wyszedł. Krótko potem obie matki dowiedziały się, że Henry udał się do kopalni. Do jej wnętrza wszedł także Archie, po czym za nim zawaliło się wejście. Oboje zagłębili się w nią bo Henry chciał znaleźć swój dowód na swoje teorie. W końcu dał się namówić do znalezienia wyjścia. Usłyszeli ciągłe szczekanie psa Pongo, które zawiodło ich do windy. Winda spadła, ale Archie uratował siebie i chłopca zahaczając się parasolką o liny. Będąc na powierzchni, przeciwstawił się Reginie. Oznajmił, że będzie kontynuował poprzednią terapię, grożąc, że nie wskaże na nią, jeśli przyjdzie walczyć pani burmistrz o opiekę nad dzieckiem przed sądem. Henry zauważył, że do miasta wróciły świerszcze.
Po śmierci szeryfa Grahama, rozpoczęła się walka o to stanowisko między Emmą, a Sidneyem Glass. Archie widział jak Emma uratowała panią burmistrz z małego pożaru w ratuszu i obiecał wesprzeć Emmę. Poprowadził otwarcie debaty między kandydatami, na którym „wybawicielka” wyznała prawdę i przez to wygrała wybory.
David Nolan zwrócił się do Archiego i na jego terapii doznał przebłysków z życia w Zaczarowanym Lesie. Natomiast Gold zwierzył mu się, że ma syna, który – jak sam sądził – chce go zabić.
Archie oznajmił Emmie, że nie uzyska praw do opieki nad Henrym bo nie miała dowodów na to, że Regina uwikłała Mary Margaret w „morderstwo” Kathryn. Sąd wziąłby pod uwagę zmianę zachowania Henry’ego odkąd ona przybyła, czyli kradzież karty kredytowej, wagarowanie i narażanie się na niebezpieczeństwo. Zapewnił ją jednak, że Regina go nie skrzywdzi, a obie muszą przestać walczyć, jeśli chcą być w jego życiu. Gdy Emma złamała klątwę, do Archiego wróciły wspomnienia z tego kim był w Zaczarowanym Lesie.
Sezon 2
Po złamaniu pierwszej klątwy Archie poinformował Emmę, Mary Margaret, Davida z Henrym, że wściekły tłum z doktorem Whale na czele zmierza do domu Reginy. Powstrzymali ich, a było to konieczne, gdyż okazało się, że Regina nie ma magii, mimo sprowadzenia jej przez Mrocznego.
W związku z atakiem Zjawy, mieszkańcy zebrali się w ratuszu. Hopper słyszał jak Leroy upewnił wszystkich, że przekroczenie granicy miasta oznacza ponowną utratę wspomnień z Zaczarowanego Lasu. David, po brutalnym zamanifestowaniu magii przez Reginę, poparł Davida i odwiódł mieszkańców od opuszczenia Storybrooke.
Doktor przyjął też Reginę, gdy ta przeżywała trudny okres nieużywania magii, w związku z przysięgą daną Henry’emu, przeżywającemu zniknięcie Emmy i jego babci w kapeluszu Jeffersona. Wspierał ją po tym jak musiała pożegnać swego dawnego ukochanego.
Archie uczestniczył w przyjęciu w „barze u Babci” na cześć powrotu żony i córki Davida z post-apokaliptycznego Zaczarowanego Lasu do miasteczka. Wymsknęło się mu przy Emmie o sesjach Reginy. Z tego powodu burmistrz pokłóciła się z terapeutą na molo, co widziała Ruby. Wieczorem kelnerka ponownie zobaczyła, jak Cora w powłoce Reginy weszła do jego biura. Córka młynarza nie tylko teleportowała Archiego na statek Hooka, ale też zabrała akta córki sporządzane przez niego. Sama zabiła kogoś i zmieniła zwłoki w ciało doktora. Nazajutrz pies Archiego przybiegł pod bar, a Ruby wyczuła, że coś jest nie tak. Razem z Emmą pobiegły do jego biura i tam Ruby wyznała Emmie co widziała. Archie tymczasem czekał pod pokładem kapitana Hooka na przesłuchanie, by wydobyć od niego informacje o Mrocznym.
Hook odpytywał go na temat sztyletu Mrocznego, ale doktor nic nie wiedział o przedmiocie. Po groźbie wypatroszenia, powiedział mu o innych sekretach Mrocznego. Dopiero Belle go uratowała. Pokazał się Henry’emu Mills i Emmie w mieszkaniu Mary Margaret.
Archie nakłonił innych mieszkańców, by podążyli za swymi przywódcami, Mary Margaret Blanchard i Davidem Nolanem. Zamiast przenieść mieszkańców miasteczka do Zaczarowanego Lasu, zdecydowali się wrzucić do portalu diament autodestrukcji, który miał zniszczyć miasto, tak jak wcześniej zrobili to oni ze Zjawą. Nie chcieli budować nowego świata na krwi Reginy.
Sezon 3
Po zdezaktywowaniu diamentu, David, Hook, Gold, Emma, Mary Margaret i Regina popłynęli statkiem kapitana do Nibylandii. Mroczny wręczył Belle zaklęcie maskujące, które zamknie Storybrooke dla kolejnych obcych. Archie wspierał Belle po rozstaniu z Mrocznym.
Bohaterowie wrócili z Nibylandii, lecz Piotruś Pan rzucił klątwę w mieście, by stworzyć nową Nibylandię. Gold powstrzymał go, zabijając jego i siebie. Archie pocieszył Belle przytulając ją i widząc jak rodzice żegnają się z Emmą, a Regina z Henrym. Klątwa została przejęta przez Reginę i wymazała miasto z map.
W Zaczarowanym Lesie po złamaniu i cofnięciu w Storybrooke pierwszej klątwy Archie wrócił do swej formy świerszcza w Zaczarowanym Lesie. Na ramieniu Gburka powiedział mu tylko, że kolejne grupy mieszkańców pojawiają się w innych rejonach krainy. Podążył do pałacu Złej Królowej. Na miejscu odkryli, że pałac został przez kogoś przejęty.
Jiminy po powrocie do Storybrooke drugiej klątwy, ponownie stał się doktorem Hopper. Pamiętał tylko jak purpurowa mgła ogarnęła ich, gdy Emma z Henrym wyjeżdżali z miasta. Na spotkaniu mieszkańców w ratuszu, był jednym z tych, którzy stanęli przeciw Reginie bo sądził, że znowu rzuciła klątwę. Nalegał, by powiedziała ich wersję prawdy, bo wtedy by mogli zrozumieć.
Po złamaniu klątwy przez Reginę, poprzez pocałowanie w czoło wierzącego Henry’ego, Archie zobaczył w szpitalu jak młody Henry przeglądał oferty domów w Storybrooke. Doktor zaopiekował się Henrym, gdy Zelena szturmem zdobyła jego nowo narodzonego wujka, by otworzyć portal czasu. Później brat Emmy został odzyskany przez Davida, a Zelenę pokonano. Hopper był obecny w „barze u Babci” z okazji nadania imienia „Neal” drugiemu dziecku Mary Margaret i Davida. Później udzielił ślubu Belle i Mrocznemu, w asyście ojca panny młodej.
Sezon 4
Archie udał się na spotkanie z nową panią burmistrz, Mary Margaret Blanchard i chciał powstrzymać rozlew krwi, by tłum nie zwracał się przeciwko Elsie i posłużył pomocą Mary Margaret by nie była kontrolującą wszystko matką.
Sezon 6
Jiminy starał się pomóc Emmie w obliczu jej wizji dotyczących przeznaczenia „wybawców”. Sądził, że ma kryzys egzystencjalny i tożsamości. Doradził jej jednak, by żyła dniem dzisiejszym, a nie przejmowała się tym jak to życie się zakończy. Zła Królowa (serum) nie mogła się dowiedzieć szczegółów tej wizji od niego, więc przyjęła jego powłokę i porwała doktora do domku Zeleny. Zelena zmieniła go w końcu w świerszcza, a jego, w tej formie, uratowali dopiero Mary Margaret i David Nolan. Hook zjawił się u ludzkiego Archiego i pokazał mu pierścionek zaręczynowy dla Emmy. Archie był zachwycony i doradził mu, by nie obawiał się opinii Davida tylko bezpośrednio zapytał go o błogosławieństwo. Archie udzielił ślubu Emmie i Killianowi, a gdy pochłonęła go klątwa Fiony, „Czarnej Wróżki”, wrócił do osobowości sprzed pierwszej klątwy, gdzie nadal próbował wyperswadować Henry’emu iż klątwy nie ma. Sprawował też rolę doradcy w sprawie Emmy, zamkniętej w szpitalu psychiatrycznym, pod kuratelą Fiony – burmistrzyni. Dopiero śmierć tej ostatniej z ręki Golda przełamała tę klątwę.
Sezon 7
Archie zamknął swój gabinet psychiatry i zaczął udzielać ślubów w Storybrooke, według relacji Reginy. W Magicznym Lesie rzucono klątwę, która przesunęła linie czasowe Storybrooke i przeklętych mieszkańców krainy, w tym Henry’ego Millsa. Toteż, gdy do miasteczka przyjechały Tilly i Margot, nie uwierzył im, że Henry i jego córka z żoną są w niebezpieczeństwie. Wraz z Pongo, zaczęli ich ścigać, sądząc, że to kolejni złoczyńcy. Po wszystkim, Archie był obecny na koronacji Reginy na pierwszą elekcyjną „dobrą królową” Zjednoczonych Krain magicznych.

### Łowca/Graham
Łowca / szeryf Graham Humbert (Jamie Dornan) to niedoszły morderca Śnieżki i zmarły szeryf Storybrooke. Postać oparto na podstawie baśni „Królewna Śnieżka”.
Przeszłość
W Zaczarowanym Lesie przed pierwszą klątwą Łowca był wychowywany przez wilki. Jego rodzice go porzucili. Dlatego miał więcej szacunku dla zwierząt, które, jak sądził, były czyste oraz honorowe, w przeciwieństwie do podstępnych, wyrachowanych ludzi. Zła Królowa widziała jak potraktował zwierzynę oraz zupełnie inaczej ludzi, przez swoje magiczne lustereczko. Zleciła mu zamordowanie swej pasierbicy. W zamian miała zakazać polowania na wilki. Wraz ze swoją ofiarą szedł przez las. Królewna zauważyła, że został wynajęty przez królową bo miał odwrotnie założoną zbroję. Także nie złożył jej kondolencji po śmierci ojca, co robili inni żołnierze. Ogłuszyła go i pobiegła w las, ale Łowca znalazł ją, gdy pisała list pożegnalny do macochy.

Droga macocho. Skoro to czytasz, ja już nie żyję. Wiem, że przeze mnie nikogo już nie pokochasz i rozumiem, że pragniesz zemsty. Mam nadzieję, że moja śmierć zaspokoi to pragnienie i będziesz rządzić poddanymi mego ojca tak jak na to zasługują: ze współczuciem. Pragnęłaś zemsty, dlatego postanowiłam poświęcić się dla dobra ogółu. Przepraszam i wybaczam Ci.

Kazała mu go dać po swej śmierci. Mężczyzna przeczytał go, a gdy Śnieżka sądziła, że za kilka sekund ją zabije, Łowca ściął nożem kawałek łodygi i zrobił w niej dwa otwory. Kazał dziewczynie dmuchnąć w niego w razie kłopotów. Jego przyjaciel zaprowadzi ją w bezpieczne miejsce, po czym kazał jej uciekać. Chwilę później dostrzegł inne zwierzę, które zabił i wyciął z niego serce. Łowca przyniósł swej zleceniodawczyni szkatułkę z sercem. W pałacu Królowej, odczytał jej list od Śnieżki na głos. Regina spaliła go i powiedziała mężczyźnie, że księżniczka zdradziła jej sekret co ją samą słono kosztowało. Królowa zabrała szkatułę do drugiej komnaty z zaczarowanymi sercami, lecz jedna z szuflad nie otworzyła się. Łowca wszedł za nią, a Regina domyśliła się, że to nie jest ludzkie serce. Wściekła, zamknęła za nim drzwi i wyrwała jego serce. Tak, by nie mógł nic poczuć, a ona, by mogła go kontrolować. Pocałowała go, a następnie ostrzegła go, że gdy tylko jej się sprzeciwi, wystarczy, że ściśnie serce, przez co zada mu ból. On też będzie dzielić z nią sypialnię, kiedy tylko tego zapragnie. Książę David, przetrzymywany dotychczas przez Królową, zdołał uciec z jej zamku, dzięki pomocy jakiej udzielił mu Łowca. Zdradził Księciu, że sam nie może odejść bo oddał serce, by królowa oszczędziła Śnieżkę. Kazał mu ją znaleźć. Królowa dowiedziała się o ucieczce i przygwoździła Łowcę do ściany, ale po chwili zdecydowała, że przeniesie Davida do Bezkresnego Lasu.
Łowca został zabrany przez Mroczną Klątwę do Storybrooke. Tak jak innym mieszkańcom, wyczyszczono mu pamięć i stał się szeryfem miasteczka oraz przedstawicielem prawa, Grahamem Humbert. Nadal też sypiał z Reginą. W obszarze działania klątwy znaleźli się owdowiały Kurt Flynn (John Pyper-Ferguson) z synem Owenem. Graham i Regina Mills byli zaszokowani, że widzą nieznajome twarze, ale wkrótce Regina zaproponowała im, by zostali w miasteczku, głównie ze względu na Owena. Gdy Kurt odmówił, Graham pomógł jej zatrzymać jego wbrew jego woli, po czym sama pozwoliła odejść Owenowi.
Sezon 1
18 lat później Regina zaadoptowała niemowlę, któremu nadała imię Henry, a 10-letni chłopiec odnalazł swoją biologiczną matkę, Emmę Swan, która przywiozła go z powrotem z Bostonu do Storybrooke. Szeryf Graham uczestniczył w poszukiwaniach Henry’ego i aresztował Emmę za jazdę pod wpływem alkoholu.
Swan oddała mu je dobrowolnie, ale powiedziała, że została zamieszana w sprawę. Graham aresztował ją, a później Mary Margaret Blanchard wpłaciła kaucję. Ze swoimi podejrzeniami o to, że Emma rzeczywiście mogła być zamieszana w sprawę poszedł do Reginy, lecz ta potraktowała go chłodno. Ostrzegł ją, że w konflikcie matek ucierpi Henry.
Graham uczestniczył w poszukiwaniach Davida Nolana, a krótko potem zaproponował Emmie, by była jego zastępcą. Oponowała, ale dopiero po przygodzie z ciężarną Ashley Boyd, przyjęła propozycję. Sam w międzyczasie, wciąż umawiał się na seks-spotkania z Reginą Mills w „zagrodzie u Babci”.
Wraz z Emmą, byli obecni przy akcji ratującej Henry’ego i Archiego z szybu windy starej kopalni. W jej trakcie, Regina okazała niezadowolenie, gdy dowiedziała się o awansie Emmy.
Gdy Emma widziała i domyśliła się, że sypia z panią burmistrz. Była zdegustowana i nie chciała rozmawiać z nim o tym co zaszło. Graham nie potrafił odpowiedzieć swej zastępczyni dlaczego obchodzi go Regina. Pocałował Emmę i odzyskał przebłyski swojego poprzedniego życia jako Łowca, w tym wizerunek białego wilka. Zrozumiał, że nie czuje żadnych emocji. Udał się do Reginy, by się przekonać czy to prawda, ale noc spędzona z nią, utwierdziła go w tym. Wkrótce też obudził się u z powracającego do niego snu o wilku. Wyszedł od pani burmistrz i spotkał owe zwierzę, które ze spokojem odeszło w kierunku cmentarza i lasu. Szeryf biegł przez las, gdzie spotkał Golda, z łopatą w dłoni. Graham powiedział, że szuka wilka bo widział go na żywo i we śnie. Gold niczego niezwykłego nie dostrzegł, ale podsunął mu myśl, że sny są wspomnieniami z poprzedniego życia. Życzył mu znalezienia tego co szuka i odszedł. Graham kontynuował poszukiwania zwierzęcia, przedzierając się przez las. Jego wycie doprowadziło do ich spotkania. Spojrzeli na siebie i wilk chciał odejść, ale gwizdnięcie Grahama, sprowadziło go do mężczyzny. Ten go pogłaskał i doznał przebłysku chwili, w której miał zabić Śnieżkę oraz zobaczył znak nad komnatą Królowej, gdzie trzymała serca. Wilk zniknął, a Graham udał się do Mary Margaret Blanchard. Ona nie potrafiła mu odpowiedzieć kiedy się poznali i zastanawiał się, czy to nie dziwne. Chciał wiedzieć czy ją skrzywdził i czy wierzy w poprzednie życie. Mary Margaret zaprzeczyła i wspomniała mu o teorii Henry’ego, że każdy jest przeklęty i nie pamięta tego kim był. Zauważyła, że jest rozpalony i kazała mu odpocząć. Szeryf udał się do adoptowanego syna Reginy. Chłopiec pokazał mu książkę z baśniami i opowiedział mu jego historię w skrócie. Łączy go z Emmą szczególna więź, bo niegdyś oszczędził życie jej matce. Jemu samemu zaś Królowa wyrwała serce, by już nigdy nic nie poczuł. W książce zobaczył znak, który widział w wizji. Henry powiedział mu, że tam, w skarbcu, przechowywane jest jego serce. Wilk najwidoczniej chce, by je odzyskał. Graham podziękował dziecku i wyszedł. Na dworze spotkał Emmę, która rozmawiała z Mary Margaret. Graham powiedział jej, że chce znaleźć swoje serce, a wilk z jego snów go zaprowadzi. Emma podeszła do niego i przyłożyła swoją oraz jego dłoń do jego klatki piersiowej, by wyczuł jego bicie. Nadal jednak wierzył w klątwę, a po chwili razem zauważyli białego wilka. Pobiegli za nim na cmentarz, do mauzoleum Reginy, nad którym był znak z jego wizji i książki. On powiedział Emmie, że tam jest jego serce i oboje włamali się do środka. Szukał tajnego przejścia i chciał przejrzeć urny, ale Emma go uspokoiła, że nic tu nie ma. Wtedy Regina, z kwiatami w ręku na grób ojca, nakryła ich. Graham wyznał, że chciał tu wejść, ale niczego nie szukał. Nie chciał iść z Reginą do domu, lecz z Emmą. Potrzebował „czegoś innego”. bo zdał sobie sprawę, że nic nie czuje, z powodu Reginy i zostawił ją. Emma i Regina zaczęły się kłócić, a następnie bić, ale Graham je rozdzielił, po czym oboje odeszli z cmentarza. Na posterunku, Emma została opatrzona przez Grahama i poparła go w tym, że zerwał, jeśli nie chciał cierpieć. Uśmiechnęli się do siebie i pocałowali, a Graham odzyskał wszystkie wspomnienia z Zaczarowanego Lasu. Zaczął płakać i powiedział jej, że wszystko pamięta. Podziękował za to, ale moment później padł martwy. Regina zeszła do skarbca pod grobem ojca. Wzięła w dłoń serce Grahama i ścisnęła je, zamieniając w proszek. Graham zmarł w ramionach Emmy. Raport z autopsji stwierdził tylko, że zmarł z przyczyn naturalnych.

### Pinokio/August Booth
Pinokio / August Wayne Booth (Eion Bailey; Jakob Davies i Jack Davies jako młody Pinokio) to syn Gepetta/Marco. Postać oparto na podstawie powieści „Pinokio”.
Przeszłość w Zaczarowanym Lesie
Przed pierwszą klątwą Pinokio został wystrugany z magicznego drzewa przez Gepetta i zaczarowany przez Niebieską Wróżkę przez co stał się ożywioną lalką z drewna. Powiedziała mu jednak, że stanie się prawdziwym chłopcem, gdy będzie bezinteresowny, odważny i prawdomówny. Zła Królowa zastraszyła mieszkańców wioski przed pomaganiem Śnieżce, w której przebywali m.in. Babcia i Gepetto z synem. Mężczyzna ośmielił się przemówić do niej, że w wiosce żyją sami dobrzy ludzie, który nie zasługują na cierpienie. Ona pokazała im schwytaną, nieznaną kobietę. Ta krzyczała do nich, że królowa ją zabije, ale została zabrana przez straże. Przez pewien czas spędził czas na Wyspie Pokus, gdzie pomógł pewnemu mężczyźnie w znalezieniu syna księcia James. Odkrył przy tym, że nos wydłużał mu się, gdy kłamał. Pinokio trafił z ojcem na środek morza, gdzie polował na nich olbrzymi wieloryb. Ojciec kazał mu ubrać jedyny kapok jaki im został, ale Pinokio powiedział ojcu, by sam go ubrał bo przecież jest z drewna i będzie dryfował na morzu, po czym skoczył do wody. Nazajutrz Gepetto obudził się na plaży, gdzie znalazł nieruchomego syna. Niebieska wróżka pojawiła się jednak w tym miejscu i w nagrodę za jego czyn, zamieniła go w prawdziwego chłopca. Pinokio zaczął pracować w warsztacie ojca przy naprawianiu zegarów. Do jednego z nich włożył świerszcza Jiminy. Ta sama wróżka odwiedziła jeszcze raz Pinokia i jego ojca. Chłopiec przestraszył się i obiecał, że będzie grzeczny. Wróżka powiedziała mu, że nie chodzi o niego. Był to już czas, gdzie Zła Królowa przygotowywała się do rzucenia Mrocznej Klątwy. Gepetto dobił targu z Niebieską Wróżką, że jedną z dwóch osób, jakie mogła ochronić szafa, będzie jego syn. Wróżka się zgodziła i skłamała na zebraniu, że tylko jedna osoba mogłaby przejść przez portal, czyli ciężarna Śnieżka. Gepetto podjął się wyrzeźbienia szafy. Po skończeniu mebla, Śnieżka zaczęła rodzić. Niebieska Wróżka kazała Gepettowi powiedzieć małżonce Księcia z Bajki prawdę i pozwolić matce z córką być razem. Jiminy chciał powstrzymać swego podopiecznego, ale Gepetto był zdecydowany zrobić swoje. Jiminy ostrzegł więc Pinokia, że czeka na niego wiele pokus. Dopóki jednak będzie bezinteresowny, odważny i prawdomówny to nie zawiedzie. Gepetto zmusił syna – który nie chciał kłamać i zostawiać ojca – do zaopiekowania się Emmą, by za 28 lat mogła złamać klątwę. Wyjaśnił mu, że czasami kłamstwo jest dopuszczalne, by chronić bliskich i wysłał go do Krainy Bez Magii.
Przeszłość w Kranie Bez Magii
Pinokio trafił bezpiecznie do miejsca docelowego, kilka minut przed dotarciem rzuconej klątwy do miejsca skąd wyruszyli. Przez krótki czas opiekował się Emmą–niemowlęciem, lecz w końcu ją porzucił, gdy uciekł z ich domu dziecka. W 1990 roku, odwiedził ją i namówił, by nie paliła kartek z książki o baśniach, dotyczących „brzydkiego kaczątka”. Był to okres gdy uciekła z domu i przekonał, że jeśli mocno się w coś wierzy, ma się moc zmiany swego przeznaczenia. Musi tylko uwierzyć, że jest łabędziem, a nie kaczątkiem. Pod jego wpływem, Emma wróciła do systemu adopcyjnego i przyjęła nazwisko „Swan”. Przez następne lata obserwował ją z daleka i zmienił imię na August Wayne Booth. Gdy miała 18 lat, spotykała się z Nealem w Portlandzie. Sam poznał go gdy zostali sami i wiedział, że jest Bealfire’em. Kazał mu zerwać z Emmą, by mogła wypełnić swoje przeznaczenie. Neal posłuchał go i Emma trafiła do więzienia w Phoenix. Następnie, ponownie doszło do kontaktu z Nealem. Syn Rumplestiltskina przyrzekł, że dotrzyma słowa do czasu gdy ona złamie klątwę, jeśli August przekaże Emmie pieniądze i samochód, w którym się poznali. August przesłał jej tylko klucze od auta, a sam wyjechał do Phuket w Tajlandii. Tam spotkał Ucznia czarodzieja, który opowiedział mu o książce „Dawno, dawno temu” i kazał mu wszystkiego się o niej dowiedzieć. Gdy Emma przyjęła klucz do pokoju u Babci w Storybrooke, poczuł jak jego noga zaczyna zmieniać się w drewno. Odwiedził Smoka, uzdrowiciela, który miała mu pomóc, lecz sam zadarł z niewłaściwą osobą o imieniu Tamara, która później zabiła Smoka. Po jego śmierci, przeszukał jego dom. Zebrał informacje o książce „Dawno, dawno temu”. w tym kartkę przedstawiającą drzwi, za którymi była uwięziona jedna z ważniejszych osób Zaczarowanego Lasu. Przylepił do niej karteczkę z napisem „Autor?”. August przyjechał do Neala i zwierzył się, że Emma jest już w Storybrooke skoro sam zamienia się w drewno. Zapewnił go, że może się zdziwić jej reakcji.
Sezon 1
W Storybrooke podczas pierwszej klątwy August początkowo nie ujawnił swojej prawdziwej tożsamości. Zatrzymał się w „zagrodzie u Babci” i zaczął badać całą sytuację. W sekrecie, August dodał do książki Henry’ego swoją historię jako Pinokio i próbował przywrócić pamięć Emmie ze studni, która zwracała to co stracone.
Pocieszył też Henry’ego, by poszukał dowodu dla biologicznej matki właśnie w tych baśniach, gdy Mary Margaret Blanchard została oskarżona o morderstwo Kathryn Nolan.
Mężczyzna przekonał Emmę, by rozpoczęła na nowo śledztwo w sprawie Kathryn z nowego punktu widzenia, jako wmanewrowanie Mary Margaret przez Reginę. Znaleźli nawet odłamany kawałek szufli, który pasował do tej w garażu Reginy, ale ta zdążyła ją wymienić. Sądziła, że August ją zdradził, ale był to sabotaż Sidneya Glass. Tymczasem Kathryn znalazła się żywa za barem u Babci.
Tymczasem sam zaczął zamieniać się w drewno, co coraz bardziej mu dokuczało. W tym celu zmierzył się z panem Gold, insynuując, że jest jego synem, by mógł użyć sztyletu Mrocznego. Zapomniał jednak, że broń była bezużyteczna, w świecie bez magii. Został przygwożdżony do drzewa, dlatego dodał, że umiera i potrzebował magii, by przeżyć. Chciał, by Emma uwierzyła, ale prawdopodobnie nie dożyje tego momentu. Gold oszczędził go bo chciał przełamania klątwy, a sam nic na tym nie tracił. Podjął kolejną próbę przekonania Emmy do magii. Zabrał ją do miejsca, do którego trafili 28 lat temu, gdy August miał 7 lat. Wyjawił jej wszystko, ale Emma i tak nie chciała mu uwierzyć i przyjąć rolę „wybawczyni”. Wtedy postanowił spędzić część swych ostatnich chwil z Marco w jego warsztacie zegarmistrzowskim.
Henry zobaczył stan Augusta i zrozumiał, że August to Pinokio, a przemianę mogło powstrzymać tylko przełamanie klątwy. Teraz wyłącznie Henry mógł zmienić bieg wydarzeń bo August był zrezygnowany. Syn Emmy zjadł ciastko z jabłkiem zatrutym klątwą snu od Reginy i upadł nieprzytomny na ziemię.
Emma była zrozpaczona, ale uwierzyła, gdy wzięła książkę z baśniami Henry’ego do ręki. Odwiedziła Augusta i zobaczyła go gdy jego ciało było już w większości pokryte drewnem. Zanim stał się cały drewniany, zapewnił ją, że poradzi sobie bez niego.
Sezon 2
Po złamaniu klątwy, Gold sprowadził do miasta magię. August ożył i zyskał możliwość swobodnych ruchów w swej drewnianej formie. Skoro matka przełożona nie mogła uczynić go ponownie człowiekiem, dopóki sam nie stanie się bezinteresowny, odważny i prawdomówny, August zostawił w pokoju „zagrody u Babci” tylko swój zielony kapelusik z czasów gdy był dzieckiem i zaszył się w lesie.
Zamieszkał w lesie, w przyczepie w granicach miasteczka. Znalazła go Mary Margaret i przekonywała, że wielu ludziom wciąż na nim zależy jak Emma, Marco czy Henry. Dodała też, że wiele rzeczy wydarzyło się od jego zniknięcia, jak powrót ojca Henry’ego czy zaręczyny Neala z kimś z Nowego Jorku. August był zawiedziony tym, że on i Emma nie są razem bo sam żywił taką nadzieję. Chciał najpierw odkupienia za czyny, których dokonał. Mary Margaret oponowała i twierdziła, że każdy zasługuje na drugą szansę, ale August to odrzucił. Dopiero tajny układ z Tamarą o opuszczeniu miasta w zamian za magiczną buteleczkę od Smoka coś w nim zmienił. Jego bezinteresowny, odważny czyn, by ocalić wszystkich przed Tamarą doprowadził do śmierci Augusta w jego kukiełkowej formie, ale też odrodzenia 7-letniego Pinokia jakiego znał Gepetto przed klątwą. Chłopiec nie mógł sobie jednak przypomnieć przed kim chciał ostrzec wszystkich.
Sezon 4
Po złamaniu drugiej klątwy Regina Mills z synem zaprosili młodego Pinokio do biura burmistrz, by powiedział im czy cokolwiek wie o Autorze baśni Henry’ego. Ten, mimo przyjaznych zachęt ze strony Emmy Swan i wściekłej bezsilności Reginy, która skrzyczała chłopca, nie mógł im pomóc. Regina, udając współpracę z Cruellą de Vil, Maleficent i Urszulą, udająca złoczyńcę, uśpiła Pinokia i jego ojca w ich domu zaklęciem. Porwała chłopca do domu letniskowego pana Golda. Tam Mroczny – za pomocą swego sztyletu – zmienił go ponownie w Augusta W. Booth, by dowiedzieć się co wie o Autorze książki Henry’ego.
Mężczyzna, za pomocą tortur psychicznych – groźba podpalenia przez Reginę – jak i fizycznych – przypalania wydłużonego nosa przez Golda – sprawiły, że wyjawił im wszystko to co wiedział dotychczas o Autorze. Nie zdradził tylko jednego, najważniejszego szczegółu, który przekazał Reginie i Emmie z Henrym po tym jak został uratowany przez Swan. Tajemnicy dotyczącej tego, że autor jest za drzwiami z kartki.
Zanim Autor został uwolniony z książki przez klucz z rezydencji Merlina, August uświadomił Emmie, że nie ma jednego Autora, tylko jest to funkcja przekazywana od niepamiętnych czasów. Emma wierzyła jednak, że mężczyzna może wciąż mieć wpływ na historię i otworzyła drzwi kluczem. Z nich wypadł mężczyzna, którego wcześniej widzieli Mary Margaret Blanchard i David Nolan w Zaczarowanym Lesie przed pierwszą klątwą. Ten zdołał jednak uciec całej czwórce.
Gdy Autor stał się zbyt niebezpieczny, August naprowadził Emmę, jej rodziców, Henry’ego, Hooka oraz Reginę z Robinem na jedyną osobę, która mogła go powstrzymać. Hook rozpoznał jego portret pamięciowy, gdy Gold kazał mu go uwięzić w czapce czarodzieja. Udał się wraz z całą grupą do zakonu, gdzie Matka przełożona uwolniła mężczyznę z przedmiotu.
Sezon 6
Emma spotkała się z Augustem i pokazała mu pudełko, w którym trzymała wydarte kartki z opowieści o brzydkim kaczątku. Przyznał się, że przez te lata ją obserwował i chciał mieć pewność, że tak jak on, ona uwierzy, że jej miejsce nie znajduje się na ulicy.
David podszedł do niego w sprawie swego ojca. Pokazał mu monetę z dziurą w środku i połączył ją z mężczyzną, ale nigdy nie sądził, że jest to ojciec Davida. Ten zrozumiał, że rodzic był kimś innym, niż dotychczas sądził. August zobowiązał się dostarczyć mu kilka stron ze swej historii z wyspy przyjemności. Dostarczył je wieczorem Hookowi.

### Robin Hood
Robin z Locksley / Robin Hood (Sean Maguire; Tom Ellis gościnnie w odcinku 2x19) to przywódca wesołej kompanii. Postać oparto na podstawie ludowej legendy „Robin Hood”.
Przeszłość
W Zaczarowanym Lesie przed pierwszą klątwą Robin przebywał w barze, gdy Regina miała go poznać dzięki wróżce, Dzwoneczek. Był obiecaną jej drugą, prawdziwą miłością, ale do spotkania nie doszło. Robin z Locksley zakochał się w pewnej kobiecie o imieniu Lady Marian. Ukradł jej ojcu konia, którego nawet nie potrzebował, ponieważ miał już dwa w swym obozie. Tej nocy obudziła go strzała wycelowana przez Marian w jego głowę. Powiedziała mu, że jej rodzina to biedni farmerzy, a ich mizerny majątek istniał dzięki temu rumakowi. Bez słowa zwrócił jej konia, a nazajutrz oddał jej swe dwa pozostałe rumaki. Robin porzucił swe rozbójnicze życie i ożenił się z Marian. Wpadł jednak w zaległości podatkowe o czym przypomniał mu dawny wróg, szeryf z Nottingham. Następnie zgłosił się do niego Rumplestiltskin, który potrzebował eliksiru zranionego serca, a w zamian zaoferował złotą słomę. Robin zgodził się i został wysłany do krainy Oz, przez kapelusz Jeffersona. W krainie Oz poznał Willa Scarlet. Zdobył nieco płynu i złoty naszyjnik z kryształkiem. Po ujściu z życiem ze starcia ze Zła Czarownica z Zachodu. Dopiero, gdy usłyszał historię o tym jak Will stracił siostrę, co wciąż go bolało, pożegnali się i on dyskretnie włożył mu jedyną fiolkę za pazuchę pasa. W Zaczarowanym Lesie szajka Robina wzięła w obronę jego gdy szeryf chciał go aresztować, a ich szef zdecydował się być złodziejem z honorem, „zabierającym bogatym, by przekazać bogactwo biednym”. Zaniepokojonej Marian pokazał naszyjnik z Oz, dzięki czemu będzie mógł zmienić swój wygląd i ochroni się przed Mrocznym. Zgodziła się na taki tryb życia. Szkarłatny Will został członkiem „wesołej kompanii” Robin Hooda. Po tym jak oszukał swoich towarzyszy i ukradł coś, co należało do Maleficent, Robin wyczuł, że przez niego mają kłopoty. Puścił go wolno, ponieważ przeczuwał, że jego szczęście się niedługo zmieni. szeryf z Nottingham poprzysiągł zemstę na Robinie i zaczął go ścigać po lasach Sherwood. Tymczasem Marian zaszła w ciążę. W trzecim trymestrze zapadła na śmiertelną chorobę. Dlatego Robin, o zmienionym wyglądzie, włamał się do zamku Mrocznego po różdżkę, którą chciał uleczyć żonę. Mimo posiadania łuku z krainy Oz, uległ Mrocznemu. Belle słyszała jak jej pan torturuje Robina w lochach i wypuściła złodzieja po czym uniemożliwiła Mrocznemu, by wymierzył mu „sprawiedliwość”. Dzięki temu Robin zdołał uleczyć żonę. Marion powiła chłopca, którego Robin nazwał imieniem Roland (Raphael Alejandro). Jego opiekunem stała się cała „wesoła kompania”. zwłaszcza Mały John. Marian natomiast zniknęła z życia Robina. Została skazana na egzekucję przez Złą Królową lub – w alternatywnej historii, Złą Czarownicę z Zachodu. W Zaczarowanym Lesie po złamaniu pierwszej klątwy Robin Hood i „wesoła kompania” przetrwała, zamrożona w czasie, który ruszył z miejsca dopiero po przyjeździe Emmy Swan do Storybrooke. Grupa zajęła zamek Mrocznego do czasu, gdzie Robin poznał Mulan i Neala Cassidy. Ugościł ich i pozwolił wykorzystać Nealowi swego syna do sprowadzenia Cienia z Nibylandii, którego sam pochwycił, by udać się do Świata Bez Upływu Czasu. W zamian za imponującą obronę Mulan, zaprosił ją do swej wesołej kompanii. Po złamaniu i cofnięciu w Storybrooke pierwszej klątwy z powodu Piotrusia Pana wszyscy mieszkańcy Storybrooke – oprócz Emmy i Henry’ego – trafili do Zaczarowanego Lasu. Wtedy Robin i jego „bracia” poznali łagodniejszą wersję Złą Królową i Królewnę Śnieżkę, wraz z Belle i Baelfirem. Obronił Śnieżkę i Reginę przed latającą małpą, a gdy Regina zrewanżowała się uratowaniem Rolanda, podążył wraz z nią do Pałacu Królowej. Gdy odkryli, że Zła Czarownica z Zachodu przejęła nieruchomość, pomógł Reginie włamać się do budynku i zdjąć czar. Nakłaniał ją też, by nie obarczała się klątwą snu, ale go powstrzymała, a po chwili wróciła podekscytowana planem zniszczenia swej siostry, Złej Czarownicy. Osiem miesięcy później, grupa Belle, Gburka, Księcia z Bajki, Śnieżki, Złej Królowej, Babci i Robin Hooda zdecydowała przeprowadzić kontratak wobec czarownicy, długo po tym jak matka Emmy dowiedziała się, że jej drugie dziecko też ma zostać jej odebrane. Razem udali się do obłąkanego Rumplestiltskina, który za to skierował ich do Glindy, Dobrej Czarownicy z Południa. Informacje od niej doprowadziły do tego, że Śnieżka użyła serca swego męża do rzucenia Mrocznej Klątwy. Zła Czarownica dorzuciła do niego eliksir zapomnienia.
Sezon 3
Robin Hood oraz jego „wesoła kompania” trafiła do nowego Storybrooke. Nie pamiętali ostatniego roku ze swego życia, ale w miasteczku Robin widział jak Mały John został zamieniony w latającą małpę, w wyniku ataku innej latającej małpy. Robin Hood przeczesywał okolice wiejskiego domku Zeleny, gdy natknął się na Reginę. Po przeszukaniu domu, Regina zauważyła tatuaż lwa na nadgarstku mężczyzny co ją przeraził o wybiegła.
Po śmierci Neala, Robin został obdarowany przez Reginę, tuż po tym jak Zelena ujawniła się wszystkim jako starsza, przyrodnia siostra Reginy. Młodsza córka Cory powierzyła mu swoje serce i poprosiła, by przechował jej organ nieco dłużej, po czym uśmiechnęła się do niego. Mroczny, pod rozkazami Zeleny, odebrał serce Reginy szantażując Robina śmiercią Rolanda z jego strzały, nakierowanej magią na chłopca. Regina odwiedziła mężczyznę i nie była zła, a raczej ulżyło jej, że Rolandowi nic się nie stało.
Na zapleczu „zagrody u Babci” całowali się dopóki Regina nie spytała go co on w niej widzi. Odpowiedział jej, że drugą szansę. Dopiero pocałowanie wierzącego w magię Henry’ego w czoło przez Reginę w dokach portowych miasta przełamało klątwę i zwróciło wszystkim wspomnienia. Gdy Henry rozmawiał z Reginą na temat całego poprzedniego roku, Robin Hood został przedstawiony chłopcu i Henry bardzo się ucieszył z ich relacji.
Po złamaniu drugiej klątwy Mary Margaret zaczęła rodzić, a „wesoła kompania” z Robinem bezskutecznie broniła parę przed Zeleną. Czarownica uśpiła ich magią i zabrała noworodka od matki. Po obdarciu Emmy z magii, Henry przyparł matkę do muru sugestią, by pokonała siostrę białą magią, którą musi w sobie odnaleźć. Robin udał się z Davidem, Reginą, Emmą i Hookiem do stodoły gdzie Zelena otworzyła portal czasu. Regina pokonała ją przeciwieństwem czarnej magii, a Mały John wrócił do swej ludzkiej formy. Robin odzyskał też serce kobiety. Mężczyzna usłyszał po chwili jak zabroniła Mrocznemu – za pomocą sztyletu – zabicia pozbawionej magii Złej Czarownicy bo tak postępują bohaterzy.
Regina i Robina uczcili razem zwycięstwo nad Reginą, lecz zniknięcie Zeleny – uznane za samobójstwo – i skuteczne otwarcie portalu czasowego sprowadziło do miasta kogoś nieoczekiwanego, żonę Robina Lady Marian.
Sezon 4
Teraz, Robin rozdarty między nowym a starym uczuciem, postanowił dotrzymać przysięgi małżeńskiej i dochować wierności pierwszej żonie. Lady Marian, po uratowaniu sprzed oblicza śnieżnego potwora przez Reginę, uznała, że była Zła Królowa nie jest już potworem.
Po wizycie w lodziarni Ingrid, ciotkę Elsy, na Lady Marian został rzucony zamrażający czar. Robin próbował obudzić zamarzające ciało żony, ale pocałunek prawdziwej miłości – zasugerowany przez Elsę – nie zadziałał. Za zgodą swego ukochanego, Regina wyrwała jej serce, by czar nie dotknął organu i tym samym nie zabił kobiety. Zobowiązała się do opracowania remedium na jej stan. Mąż Marian ponownie zjawił się w krypcie i uznał, że dziś zrywa z kodem bycia dobrym, prawym i wiarygodnym, któremu podporządkował swe życie.
Spędzili ze sobą noc. Gdy pierwszy z nich nie żałował niczego, Regina poczuła wyrzuty sumienia z powodu jego małżeństwa. Pokazała mu książkę z baśniami i otworzyła na stronie, gdzie zilustrowano jak odeszła spod baru w Zaczarowanym Lesie, zamiast spotkać się z drugą prawdziwą miłością. Tom pojawił się, gdy syn Reginy, Henry, go najbardziej potrzebował. Robin uznał, że to przeszłość, ale usłyszał, że autor tego dzieła nie myśli tak jak on i nie przyznaje złoczyńcom szczęśliwego zakończenia, mimo ich starań. Zgodził się porozmawiać z nim. Razem z Willem Scarlet udali się do biblioteki, by poszukać Autora. W plecaku znalazł kartkę z książki, która pojawiła się tam magicznie. Obrazowała historię alternatywną, czyli namiętny pocałunek po spotkaniu jego i królowej Reginy w barze, w Zaczarowanym Lesie. Zadzwonił po Reginę i pokazał jej tym przykładem, że jej los mógł się potoczyć różnymi torami i istnieje dla nich szansa. Tymczasem Królowa Śniegu rzuciła zaklęcie rozbitego wzroku, które zwróciło każdego przeciw sobie i ukazywało w nim to co najgorsze.
Na prośbę Reginy, „wesoła kompania” rozproszyła się i zabezpieczyła przed rzuceniem sobie do gardeł. Regina sama zapieczętowała się w swej krypcie, by nie mogła uwolnić pokładów zła sprzed pierwszej klątwy.
Po samobójstwie Królowej Śniegu co zakończyło działanie zaklęcia, Regina zwróciła serce Marian, co ją obudziło. Robin był zdecydowany wybrać byłą macochę Śnieżki, mimo obiekcji samej Reginy, gdy Lady Marian zaczęła zamarzać. Oboje uznali, że najlepszym rozwiązaniem będzie odejście Robina z żoną i synem poza granice miasta, tam gdzie nie ma magii. Regina pocałowała mężczyznę na do widzenia i podarła kartkę książki od Robina.
W Nowym Jorku Robin z Marian osiedli w mieszkaniu Neala/Baelfire’a. Tam spotkali pana Gold, który padł nieprzytomny na ziemię. Robin zawiózł go do szpitala, a skoro magia nie chroniła już serca Mrocznego, odstąpił mu mieszkanie syna, w zamian za dostarczony eliksiru zranionego serca ze sklepu Walsha. Wieczorem wybrał życie ze swoją żoną i zdecydował się wykasować telefon komórkowy Reginy ze swego telefonu.
Regina przybyła do Nowego Jorku z Emmą i znajomą „wybawicielki”. Lily. Powiedziała mu o tym, że Marian to Zelena i chciała go zabrać ze sobą. Lady Marian przyszła do mieszkania i jeszcze przez chwilę grała swoją rolę, ale po chwili ujawniła mu się przez sześciolistną koniczynę z Oz. Robin był w szoku, ale nie mógł jej opuścić. Zelena powiedziała siostrze, że jest w ciąży.
Regina i Robin wdali się w kłótnię, gdyż sama wątpiła, że teraz jest jeszcze dla nich szansa, skoro on i Zelena są połączeni tak jak oni nigdy nie będą. Po powrocie wszystkich do Storybrooke, Regina podała Rolandowi eliksir zapomnienia, by wymazać mu wspomnienia o fałszywej matce.
W Storybrooke Robin został uznany przez Reginę za spełnienie jej marzeń i jej szczęśliwe zakończenie. Tymczasem Autor zdecydował się napisać historię wszystkich od nowa.
W posiadłości Czarodzieja, Robin i Regina przeszukiwali księgi, by zobaczyć czy Autor je zapełnił nowymi historiami. Dopiero wizyta Augusta i jego informacje o Uczniu czarodzieja, którego Hook rozpoznał, a Matka przełożona uwolniła z czapki czarodzieja polepszyły ich sytuację.
W fikcyjnej książce „Heroes and Villains”. dziejącej się przed pierwszą klątwą, stworzonej przez Autora/Izaaka Hellera, Robin Hood był złodziejem, „zabierający bogatym, by dać biednym” i szefem „wesołej kompanii” oraz rywalem Reginy–bandytki. Uratował kobietę na swym koniu, tu przed tym jak królowa Śnieżka miała ją usmażyć swą kulą ognia. Wystrzelił z łuku w otwarte drzwi karocy, które uderzyły monarchinię w głowę. Zawiózł Reginę do baru, gdzie poznała kim on jest. Wypili drinka i Robin zaoferował jej przywództwo nad „wesołą kompanią”, ale odmówiła ponieważ chciała opuścić to królestwo. Robin rezygnował z dotychczasowego życia, gdyż zaręczył się. Jego wybranka – Zelena – weszła do środka i zaprosiła Reginę na swój ślub, lecz ta odmówiła. Robin i Zelena zebrali się w kościele. Najpierw panna młoda wypowiedziała sakramentalne „tak”. Zanim Robin zrobił to samo, wypatrzył Reginę. Nowożeńcy wyszli z kaplicy i Robin zauważył krwawiącą Reginę. Zelena ubrudziła jej krwią swoją suknię, a Robin zwrócił uwagę żonie, że jest ranna. Obiecał Reginie, że wszystko będzie dobrze i jeśli umrze, to nie będzie samotna.
Po tym jak Henry przywrócił wszystkich do Storybrooke, Regina i Robin uczcili w „barze u Babci” świętowali wygraną nad Autorem. Zelena była wciąż zamknięta i w ciąży. Zaprosił ją na spacer, po którym została zaatakowana mrokiem wydobytym z pana Golda. Robin nie był w stanie ją obronić, dlatego Emma pochłonęła z pomocą sztyletu całą tę magię. Uczyniła z siebie nową Mroczną, po czym zniknęła z miasta.
Sezon 5
Emma przeniosła się do innej krainy. Hook nie mógł przywołać jej sztyletem. Udali się do Ucznia czarodzieja, który wręczył im odpowiednią różdżkę, która umożliwi im otworzenie portalu, do Emmy. Regina nie mogła go stworzyć, dlatego użyli Zeleny, która sama chciała uciec do Oz z dzieckiem. Dlatego porwała Robina, by w zamian, otworzyć sobie portal do Oz. To osłabiło ją i Regina ponownie unieszkodliwiła siostrę za pomocą bransolety. Zelena, Robin, Regina, Mary Margaret, David, Wdowa Lucas, troje krasnoludków, Belle, Henry, Roland i Hook udali się w barze u Babci do Zaczarowanego Lasu.
W krainie Camelot powitał ich król Artur i zaprosił ich do Camelotu. Zgodnie z przepowiednią Merlina wiedział, że pewnego dnia przybędą do jego krainy.
Wyprawił dla swych gości bal. Pokazał im też drzewo, w którym uwięziony był Merlin, a tylko Wybawczyni mogła go z niego uwolnić. Podczas uroczystości, Robin obronił Reginę przed Sir Percivalem, lecz został śmiertelnie ranny. Regina wybłagała od naznaczonej mrokiem Emmy, by go uleczyła. Swan zgodziła się i przywróciła mężczyznę do żywych.
Po mianowaniu Davida Nolana na rycerza okrągłego stołu, Robin był oparciem dla Reginy, gdy sama nie wiedziała już komu ma ufać w Camelocie.
Po uwolnieniu przez Emmę Merlina z drzewa, został upewniony, że czarodziej pozbędzie się mroku u Emmy jeśli jej serce jest na to gotowe. By tego dokonać, na polecenie Merlina Robin wraz z ukochaną, rodzicami Emmy i piratem–chłopakiem Mrocznej, niemalże odzyskali dolną część Excalibura, ale na skutek zdrady ze strony Zeleny, ta związała magią Merlina do dłuższej części miecza. Hook odzyskał przedmiot od Zeleny i Artura, który uciekli z pola bitwy, ale został ranny. Skaleczenie okazało się śmiertelne, gdy Emma próbowała połączyć sztylet z mieczem. Mroczna, zamiast pożegnać ukochanego, przeniosła się z nim poza „bar u Babci” i zdecydowała się go wskrzesić, odbierając moce Merlina. Zmiana Hooka w drugiego mrocznego spowodowała śmierć Merlina i rzucenie po raz czwarty mrocznej klątwy. Zanim nabrała pełnej mocy i przeniosła ich do Storybrooke, Emma pogrążyła we śnie i odebrała wspomnienia Killianowi oraz wszystkim jej znajomym ze Storybrooke, włączając to Robina.
Po sześciu tygodniach w Camelocie, wszyscy którzy wyruszyli do Zaczarowanego lasu pojawili się w mieście podczas trzeciej klątwy. Robin widział jak Emma zmieniła się w bladą Mroczną, w posiadaniu sztyletu i obiecująca karę, za to, że zawiedli w wyciągnięciu z niej mroku.
Do miasta z zaświatów przybyła Furia, która miała zabrać duszę Robina do zaświatów, lecz została pokonana przez połączone siły króla Artura, Leroya, rodziców Emmy i Reginę.
Hook, Regina, Robin Hood i Belle włamali się do domu mrocznej gdy Henry odwiódł ją od jej rezydencji. W jej piwnicy odkryli Excalibur w skale i po jego wzorze, doszli do wniosku, że to ostrze i sztylet mrocznego stanowiło kiedyś całość. Regina powstrzymała Hooka od wyjęcia go ze skały i zabrała jeden ze znalezionych w domu łapaczy snów. W domu Regina i Robin dowiedzieli się jak Emma, jeszcze w Camelocie, posłużyła się sercem Violet, by ta złamała uczucia Henry’ego. Gdy odwrócili się, dostrzegli, że Henry widział to samo.
Po aresztowaniu Artura, siostra Ratched (Ingrid Torrance) poinformowała Reginę i Robina, że ciążowy brzuch nikczemnej czarownicy gwałtownie urósł do rozmiarów trzeciego trymestru. W szpitalu obiecali bronić dziecka przed Mroczną, gdyż Belle znalazła informacje, że noworodek może być jednym ze składników zniszczenia białej magii. Mroczna zabrała Zelenę tuż po porodzie.
Robin zgodził się dopuścić Zelenę do córki tylko jeśli oni będą w pobliżu, ale pomimo tego Zelena zażądała wyłącznej opieki nad córką. W momencie, gdy na miasto nadciągały widma poprzednich mrocznych, by zająć miejsce żyjących w nim mieszkańców. Regina wygnała siostrę do krainy Oz, a Hook, na usilne błagania Reginy i Emmy, powstrzymał ich za cenę własnego życia. Robin, razem z Goldem, Reginą, Henrym i rodzicami Emmy oraz „wybawicielką”. udali się w podróż z Charonem do podziemi, by odzyskać Hooka.
Robin dobił do brzegu Zaświatów, gdzie zobaczył, że wyglądają one jak zrujnowana wersja Storybrooke. Robin i Henry zostali wysłani do biura burmistrzyni Cory po schematy miasta, ale Henry odrzekł, że poszukiwania spełzły na niczym. przyjaciółki, po czym udali się na cmentarz, gdzie zobaczyli trzy nagrobki. Zostały na nich wyryte przez Hades uwięził Mary Margaret, Reginę i Emmę w zaświatach, przez wyrycie ich imion na nagrobkach.
W Zaświatach, przez portal pana Gold, pojawiła się Zelena i powiedziała im, że jest tutaj także ich dziecko. Było z Belle, lecz wciąż groziło ich córce niebezpieczeństwo. Robin z Regina poszukiwali je i początkowo zostali powaleni magią Zeleny, gdy odzyskała je od Belle. Doszła jednak do wniosku, że nie będzie z nią bezpieczna, dlatego oddała ją ojcu i siostrze, by ją ukryli. Podejrzewała, że Hades użyje malej do zaklęcia portalu czasowego.
Robin odmówił nadania jej formalnego imienia obawiając się, że Hades zyska nad nim przewagę. Gdy jego życie zostało zagrożone przez brata Davida, Jamesa, został uratowany przez Emmę i męża Mary Margaret. Po złamaniu przez Zelenę klątwy Hadesa przez pocałunek prawdziwej miłości, wszyscy wykorzystali szansę na powrót do Storybrooke.
Na miejscu Robin i Regina uznali, że Hades wciąż jest zły. Podczas misji ratunkowej na rzecz córki Robina, Hades unicestwił duszę i ciało „księcia złodziei”. Robin oddał swoje życie, by ochronić Reginę przed bogiem podziemi, którego śmierć niespodziewanie pomściła Zelena. Matka jego drugiego dziecka uczciła jego pamięć nadając córce imię po ojcu.

### Will/Walet Kier
Will Scarlet / Walet Kier / Biały Król (Michael Socha) to dawny członek wesołej kompanii. Postać oparto na podstawie ludowej legendy „Robin Hood” i utworu „Alicja w Krainie Czarów”.
Przeszłość w „Once Upon a Time in Wonderland”
W Zaczarowanym Lesie przed pierwszą klątwą Will Scarlet miał siostrę o imieniu Penelope. Była od niego 4 lata młodsza i utonęła pod lodem. W krainie Oz jego serce zostało uleczone, gdyż Robin Hood podarował mu eliksir złamanego serca, wykradziony Złej Czarownicy z Zachodu. W Zaczarowanym Lesie został członkiem „wesołej kompanii” Robin Hooda. Wkupił się w łaski kompanii, ale też zakochał się w dziewczynie, Anastazji (Emma Rigby). Nie byli jednak zadowoleni z poziomu swej zamożności. Usłyszeli jednak o innej krainie, w której wszystko jest możliwe, o nazwie Kraina Czarów. Zapragnęli się tam dostać, lecz wiedzieli, że ich jedynym sposobem jest magia. Will zaplanował wszystko i przekonał „wesołą kompanię” do włamania się do zakazanej fortecy Maleficent. Stamtąd wykradł on dwukierunkowe lustro. Wieczorem mężczyźni byli weseli bo zabrali złoto, ale Maleficent odezwała się do nich. Podarowała złoto, ale żądała określonej rzeczy, której potęga jest pociągająca, ale przynosi tylko zgubę. Robin był wściekły, a nazajutrz wiedział już kto jest winowajcą. Domyślił się też, że Will zrobił to przez kobietę. Nie mniej puścił go wolno, ponieważ przeczuwał, że jego szczęście się niedługo zmieni. Will udał się do Anastazji (Emma Rigby) z lustrem. Matka Anastazji (Sarah-Jane Redmond) próbowała im przeszkodzić, ale Anastazja dumnie pożegnała matkę i z ukochanym wskoczyła do tafli lustra. W Krainie Czarów oboje wkrótce zaczęli odczuwać głód. Zakradli się na bal Czerwonego Króla (Garwin Sanford), którego chcieli okraść z jedzenia. Will i Anastazja zostali schwytani, ale ta druga oczarowała króla. Gdy sama zakradła się do pałacu i zamierzała zabrać królewskie klejnoty koronne, spotkała po raz drugi króla. Ten postawił ją przed wyborem, życie w dostatku z nim, lub nędza z ukochanym. Anastazja wybrała bogactwo co złamało Willa. Królowa Kier, która podczas przygotowań do ślubu Anastazji i Króla, zaprzyjaźniła się z królewską narzeczoną, upewniła się, że Will nie przeszkodzi jej nowej podopiecznej w drodze po władzę. Na jego prośbę wyrwała mu serce i zabrała ze sobą, by nie mógł poczuć już żadnych emocji. Will stał się jednak Waletem Kier, bezwzględnie posłusznym Królowej Kier, który miał za zadanie zabić Alicję (Sophie Lowe). Gdy za drugim razem złapał się w jej pułapkę, Alicja (Sophie Lowe) zgodziła się odzyskać jego serce. Will, w zamian, wraz z nią zdobył torbę z Percym, Białym Królikiem (głos Johna Lithgow), który był zdolny do przekraczania światów. Will nie umieścił swego serca w sobie, lecz zabrał je ze sobą w osobnej szkatule. Gdy uderzyła klątwa Złej Królowej, zabrała mężczyznę z jego sercem do Storybrooke.
Działalność „w Krainie Czarów”
Will włamał się do „Baru u Babci, gdzie spotkał Białego Królika (głos Johna Lithgowa). Ten przekazał mu, że Alicja ma kłopoty. Uwolnił dziewczynę z ośrodka psychiatrycznego i razem wrócili do Krainy Czarów. Sam miał opory w powrocie, ale przeżył z nią wiele przygód, zanim odnaleźli jej ukochanego, dżina Cyrusa (Peter Gadiot). Dotarli do prawdziwego miejsca pogrzebania butelki, ale dół po niej był pusty. Niezaposupeł wyjawił im, że to Biały Królik odkopał go na rzecz Czerwonej Królowej (Emma Rigby). Duet otrzymał przedmiot od Grendela (Steve Bacic) w podziękowaniu za uratowanie życia przed Brutwielem o wyglądzie przerośniętej dzikiej świni. Po drodze do Gąsienicy (głos Iggy’ego Pop), Will spalił Niezaposupeł. Został zamieniony w kamień przez Jafara, lecz Anastazja odczyniła zaklęcie nie ujawniając się przed nim. Następnie uratował Alicję z Gaju Boro. Było to cudowne miejsce porośnięte odurzającymi drzewami, gdzie zapominało się o problemach, za cenę zamiany w jedno z drzew. Widział jak ojciec Alicji, Edwin (Shaun Smyth), sprowadzony tu na pewien czas przez Jafara, uwierzył jej na słowo. Alicja zużyła drugie życzenie, by go odesłać do domu.
Will i Alicja uwolnili rodzinę Białego Królika i na polanie, gdzie kiedyś Cyrus rozbił dla Alicji niewidzialny namiot, spotkali dżina, a Will samą Anastazję. Rzuciła koronę, by znowu z nim być i przekonywała go, że wróciła na jasną stronę mocy. Ten odrzucił ofertę, ale chwilę później trafił go piorun odbity od butelki. Burzowa chmura – posłana przez Jafara, by zabić Czerwoną Królową – ustąpiła od nich, lecz butelka potoczyła się do rzeki. Alicja też padła na ziemię, jako konsekwencja pierwszego życzenia. Will postanowił ją uratować i wypowiedział swoje/ trzecie życzenie Alicji, by zakończyć jej cierpienie. Alicja wróciła do przytomności, ale Will stał się dżinem w miejsce Cyrusa.
Jego butelkę znalazła Anastazja – po fajerwerkach, które sprowadziły ją oraz Alicję i Cyrusa do wioski. Potarła butelkę przy swoich kompanach, przez co Will stał się jej dżinem. Następnie Walet i Cyrus dowiedział się, że Jafar ma już dwie butelki z innymi dżinami, czyli braćmi Cyrusa. Alicja oraz Anastazja – ku zdziwieniu Willa – postanowiły walczyć przeciwko Jafarowi. Nie wiedzieli, że zdobył on potężnego sojusznika, czyli potwora Jabberwocky (Peta Sergeant) o powłoce kobiety, żywiącego się strachem i kontrolowanego przez Jafara za pomocą specjalnego miecza. Potwór pochwycił ich i tam skutecznie torturował Anastazję do czasu gdy zużyta życzenia, a Jafar stał się panem butelki. Jego zaklęcie trzech dżinów służące złamaniu zasadom magii nie mogło się udać bez serca Willa. Ten zdobył je, tracąc swój kij–Amarę (Zuleikha Robinson), która była też matką Cyrusa i jego braci. Włożył go do ciała Willa, pozwolił pocałować się jemu i Anastazji po czym zabił ją. Jafar i Amara – zmieniona w człowieka – złamali zasady magiczne. Czarnoksiężnik wskrzesił Anastazję, tym razem zakochaną w nim. Will przekonał ją jednak, że to uczucie to iluzja i pocałunkiem prawdziwej miłości złamał czar. Była królowa pomogła Alicji uciec. Po zwycięstwie nad Jafarem, Will stał się człowiekiem, a Anastazja zmarła. Została jednak wskrzeszona wodami ze studni Nyx. Bez zagrożeń na horyzoncie, udali się razem na ślub Anastazji i Cyrusa, a potem do Krainy Czarów.
Sezon 4 „Dawno, dawno temu”
W Storybrooke po złamaniu drugiej klątwy Will, wraz z uderzeniem drugiej klątwy, trafił ponownie do drugiego Storybrooke. Został nakryty przez Davida Nolan i jego córkę Emmę Swan na kradzieży w namiocie Robina. Naprowadził ich za to na podejrzaną sytuację w lodziarni Ingrid, Królowej Śniegu. Lody nie roztapiały się, pomimo braku elektryczności, a kuchnia na zapleczu była cała zamrożona. Następnie im uciekł.
Następnie został pobity przez kapitana Hook. Włamał się do biblioteki, gdzie nakryła go Belle po tym, jak zasnął pod nim z książką „Alicja w Krainie Czarów”, z której wyrwał kartkę z rysunkiem Czerwonej Królowej. Will uciekł z aresztu, by odszukać mapę zakopaną na plaży, gdy Mary Margaret postanowiła go ułaskawić, jako żona szeryfa, gdyż sądziła, że David przygotował całą sytuację.
Zakopał też topór wojenny z Robin Hoodem i doradził mu, że jeśli kocha kogoś tak bardzo, że jest w stanie poświęcić swe całe dotychczasowe życie, to zawsze warto ryzykować.
Robin poprosił go o pomoc w poszukiwaniach autora książki z baśniami syna Emmy i Reginy. Powiedział „księciu złodziei” o tym, że kiedyś przez 28 lat czas stał w miejscu i dopiero wtedy wskazówki zegara ruszyły, a pod wieżą zegarową stoi biblioteka. Robin znalazł tam w swym plecaku kartkę. Opisywała moment alternatywnej historii, w którym Robin i Regina poznaliby się w Zaczarowanym Lesie, a następnie pocałowali. Gdy zaklęcie „rozbitego wzroku” Królowej Śniegu nabierało mocy, Will uczestniczył w rozproszeniu „wesołej kompanii”, by ustrzec się przed skoczeniem sobie do gardeł.
Po zdjęciu zaklęcia, Scarlet widział jak Regina pożegnała Robina, Lady Marian i Rolanda nad granicą miasta, by mogli żyć bez wpływu zaklęcia zamrożenia na żonę Robina, w Krainie Bez Magii.
W międzyczasie Will stał się chłopakiem Belle. To wstrząsnęło panem Gold, który niedawno wrócił z 6-tygodniowego wygnania zleconego mu przez żonę. Sam pomógł Hookowi w wydostaniu jego statku „Jolly Roger” z butelki. Wręczył mu silnie skoncentrowany wyciąg z grzybów Krainy Czarów. Dla pana Gold odzyskał serce jego żony strzeżone dotychczas przez Maleficent. Gold umieścił je ponownie w klatce piersiowej żony i pozwolił jej być szczęśliwą z Willem.
W fikcyjnej książce „Heroes and Villains”. dziejącej się przed pierwszą klątwą, stworzonej przez Autora/Izaaka Hellera, Will wziął udział w ślubie swojego przełożonego, Robina z Zeleną,, ale Henry odczynił nikczemne dzieło Izaaka.
W Krainie Czarów po złamaniu drugiej klątwy Will został Białym Królem, a Anastazja – Białą Królową.

## Ciekawostki
Zła Czarownica z Zachodu
- Rola Złej Czarownicy została napisana specjalnie dla Rebekki Mader[81].
- Mader skanalizowała w postać swe emocje w związku z byciem dręczoną przez 12 lat[82].
- Aktorka pracowała wcześniej z Christopherem Gorham w serialu „Covert Affairs”.
- Retrospekcje postaci są kręcone na niebieskim ekranie, gdyż kolor skóry zielonej czarownicy zlewałby się z zielonym tłem[83].
- Siedem odcieni zieleni zostało użytych, by uczynić skórę aktorki zieloną[83].
- W odcinku 3.14 „The Tower” na strychu w farmie Zeleny znajduje się rower z koszykiem. Jest to nawiązanie do filmu „Czarnoksiężnik z Oz”, w którym był niemal identyczny rower.

Kapturek/Ruby
- Kapturek w postaci wilka była odporna na każdą broń, z wyjątkiem srebrnej strzały[1].
- Nad kołyską Emmy w Zaczarowanym Lesie, na jednej z półek był położony wypchany pluszak, Czerwony Kapturek[84][85].
- Ruby w środku swego auta miała wisiorek z czerwonym wilkiem[86][87].
- Ulubioną książką Ruby jest „Tajemnicza wyspa” Juliusza Verne’a[88].
- Dalsze losy Kapturka/Ruby zostały opisane w książce Wendy Toliver „Niedokończona opowieść Kapturka”, która została wydana 22 września 2015 roku[89][90].

Baelfire/Neal Cassidy
- Jest jedyną osobą z którą to Mroczny nie dotrzymał kontraktu[50].
- Wedle słów Niebieskiej Wróżki, „był światłem dla ojca, które wydobywało z rdzenia jego dobro”[50].
- Gdy szedł do swego mieszkania, w Nowym Jorku, po złamaniu klątwy, jego ipod grał „Charley’s Girl” Lou Reeda[91].
- Według plakatu policji, Neal urodził się 23 marca 1977 roku[92]. Dlatego miał 24 lata, gdy spotkał 18-letnią Emmę[3][53].
- Miał też ranę od noża na lewym ramieniu[53].

Jiminy/Archie Hopper
- Nazwisko Archiego to nawiązanie do jego postaci z Zaczarowanego Lasu. Świerszcze są często nazywane „skoczkami” (ang. „hoppers”).
- Wystąpił w piątym i trzynastym odcinku pierwszego sezonu oraz ósmym odcinku drugiego sezonu, ale jego sceny zostały wycięte, ponieważ wydłużyłyby odcinek.
- Adres biura Archiego to 3508[64].
- Miał się pojawić jako świerszcz w finale 4. sezonu, lecz cięcia w budżecie uniemożliwiły to[93].

Łowca/Graham
- W wywiadzie dla „E! Online”. Jamie Dornan wyjawił, że pierwotnie miał zagrać zupełnie inną postać, lecz plan upadł, ponieważ producenci nie mogli uzyskać praw do niej[94]. W październikowym wydaniu „Entertainment Weekly” Edward Kitsis, wyjaśnił, że Jamie miał grać Sherlocka Holmesa[95].
- w filmie Disneya „Królewna Śnieżka i siedmiu krasnoludków”. Łowca miał na imię Humbert. Jednakże nigdy nie powiedziano tego na ekranie. Później nazwisko Grahama było pokazane na jednym z kawałków gazety, w kartonie z jego rzeczami.
- Dornan był członkiem głównej obsady tylko w czasie pierwszych siedmiu odcinków sezonu pierwszego.
- Łowca miał wrócić do finału trzeciego sezonu, ale Jamie Dornan był zbyt zajęty pracą w filmie „Pięćdziesiąt twarzy Greya” i nad serialem „The Fall”[96]

Pinokio/August Booth
- W momencie kręcenia „Song in Your Heart” (sezon 6 odcinek 20) Jakob Davies był już za stary do roli Pinokia przed pierwszą klątwa, dlatego w tę rolę wcielił się jego młodszy brak, Jack. Nie ma chęci być aktorem, ale zrobił to dla brata, by zachować Pinokio w rodzinie[97].

Will/Walet Kier